# Monterrey
Monterrey, oficialmente llamada Heroica Monterrey, es la capital y Metrópoli, así como la ciudad más poblada del estado mexicano de Nuevo León, además de la cabecera del municipio de Monterrey. Se encuentra en las faldas de la Sierra Madre Oriental en la región noreste de México. La ciudad cuenta, según datos del XIV Censo de Población y Vivienda del Instituto Nacional de Estadística y Geografía de México (INEGI) en 2020, con una población de 1 142 953 habitantes, mientras que la zona metropolitana de Monterrey cuenta con una población de 5 322 117 habitantes, la cual la convierte en la 2.ª área metropolitana más poblada de México, solo detrás de la Ciudad de México.
Considerada hoy en día una ciudad global, es el segundo centro de negocios y finanzas del país, así como una de sus ciudades más desarrolladas, cosmopolitas y competitivas. Sirve como el epicentro industrial, comercial y económico para el Norte de México. Según un estudio de Mercer Human Resource Consulting, en 2019, fue la ciudad con mejor calidad de vida de México y la 113.ª en el mundo. La ciudad de Monterrey alberga en su zona metropolitana la ciudad de San Pedro Garza García, la cual es el área con más riqueza en México y Latinoamérica.
La ciudad fue fundada el 20 de septiembre de 1596 por Diego de Montemayor y nombrada así en honor al virrey de Nueva España, Gaspar de Zúñiga, que fue el conde de Monterrey y originario del castillo de Monterrey. Desde su fundación, Monterrey ha evolucionado significativamente, especialmente a finales del siglo XIX y durante el siglo XX, en aspectos demográficos, sociales, políticos y económicos. La ciudad, conocida como "La Sultana del Norte", ha sido un importante centro industrial y cultural en México, destacándose por su desarrollo y crecimiento continuo. A lo largo de su historia, Monterrey ha sido un punto de encuentro de diversas culturas y ha jugado un papel crucial en la historia de México.
La economía se caracteriza por ser la cuna de las empresas nacionales más importantes de México e internacionales como Cemex, Oxxo, FEMSA, Vitro, Grupo Alfa, Gruma, Gamesa, Banorte, Cuauhtémoc Moctezuma, Maseca, Axtel, Arca Continental, entre otras. Es considerada una ciudad gamma de acuerdo al estudio de más de 800 ciudades alrededor del mundo por la Red de Investigación sobre Globalización y Ciudades del Mundo (GaWC). Es la segunda ciudad más rica de México por el tamaño de la economía local con un PIB de 90 837 millones de dólares en 2015, solo detrás de la Ciudad de México.
Según indicadores de los censos económicos de 2024 hechos por el INEGI, el Municipio de Monterrey, es el municipio y demarcación, que, a nivel nacional es el que más PIB aporta, con un PIB nominal de 1,312,654 Millones de pesos (71,691 Millones de dólares).

## Símbolos
Monterrey cuenta con varios símbolos que representan a la ciudad como son la cerro de la Silla, la Fuente de Neptuno y La Fundidora de aceros de Monterrey.Sin embargo los dos símbolos oficiales de Monterrey son el escudo y bandera.

### Escudo
El escudo está en torno a un marco oval que aparece a la derecha un árbol y junto a este, un indígena flechando a un sol de gules, que surge tras el cerro de la Silla. Dos indígenas, que antiguamente eran conocidos como los rayados, ataviados de huipil, taparrabo, penacho y armados con arco y flecha, ellos sirven de soporte al conjunto, que aparecen en un lienzo blanco, recortado también en forma oval dividido en dos pliegues roscados en la parte inferior, cuyos extremos superiores caen hacia atrás. En parte inferior lleva un mote de CIUDAD DE MONTERREY y en la parte superior lleva una corana condal.
Seis banderas blancas le sirven de fondo, dispuestas tres de cada lado y cayendo sobre los trofeos militares, cañones, balas y tambores. Abajo tienen una banda de gules con la inscripción del nombre de la ciudad, y el todo está timbrado con una corona condal con referencia al título nobiliario de Gaspar de Zúñiga y Acevedo, conde de Monterrey, noveno virrey de la Nueva España, en honor de quien lleva el nombre la ciudad.

### Bandera
La bandera de Monterrey es un lienzo blanco con el escudo del municipio, es izada en eventos oficiales junto a la bandera de México y en algunas ocasiones con la bandera del estado de Nuevo León. La bandera es blanca porque el escudo del municipio lleva seis banderas blancas en la parte inferior. El significado de los colores de la bandera son la paz y la pulcritud. 

## Toponimia
El nombre que Diego de Montemayor dio al pueblo que refundaba fue Ciudad Metropolitana de Nuestra Señora de Monterrey. Con este nombre, Montemayor rendía homenaje a Gaspar de Zúñiga y Acevedo, conde de Monterrey, entonces virrey de la Nueva España.
Esta ciudad se conoce como La Sultana del Norte, así como La capital industrial de México y como La Ciudad de las Montañas por la cantidad de diversas formaciones rocosas que la rodean. Monterrey es abreviado como MTY. En el idioma carrizo, era conocida también con el nombre de Wamak Meskam.

## Historia

### Fundación

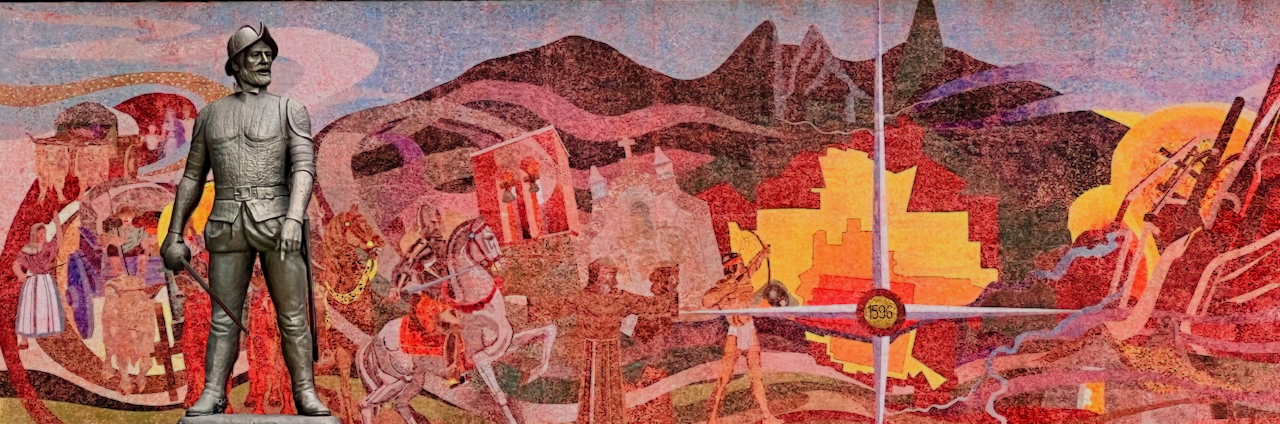
Diego de Montemayor, escultura y mural en la Gran fuente de Monterrey

Monterrey fue fundada en 1596 por el español Diego de Montemayor, siendo desde entonces un importante referente en la historia de México. Durante la Guerra de Independencia fue una de las ciudades menos afectadas; sin embargo, se llevaron a cabo varias guerrillas poco después, siendo el 7 de mayo de 1824 cuando se creó el estado de Nuevo León y se designó Monterrey como su capital. En los años posteriores a la guerra de Independencia de México, y debido a las luchas entre el federalismo y el centralismo, se originaron varios disturbios políticos y sociales, que con la Intervención estadounidense en 1846, originó una batalla durante el mes de septiembre.
Aunque la historia del estado de Nuevo León y de la ciudad de Monterrey están estrechamente ligadas, esta última no era ni la más grande ni la principal del reino. Durante esa época, las ciudades principales eran Cerralvo, Saltillo y Monclova, estas dos últimas hoy dentro del estado de Coahuila.
Por ello, las familias fundadoras provenientes de España formaron un grupo de treintena de personas en cada localidad. Poco a poco, el reino se fue poblando con las familias de pastores trashumantes o seminómadas que combatieron y desplazaron a los grupos indígenas nativos, y que más tarde defenderían la que ya habían hecho tierra propia, de las incursiones de otros grupos nativos como los lipanes, generalmente llamados apaches desplazados, a su vez por los colonos texanos y, después por los norteamericanos. De ahí que surgieron múltiples asentamientos, todos de igual nivel.

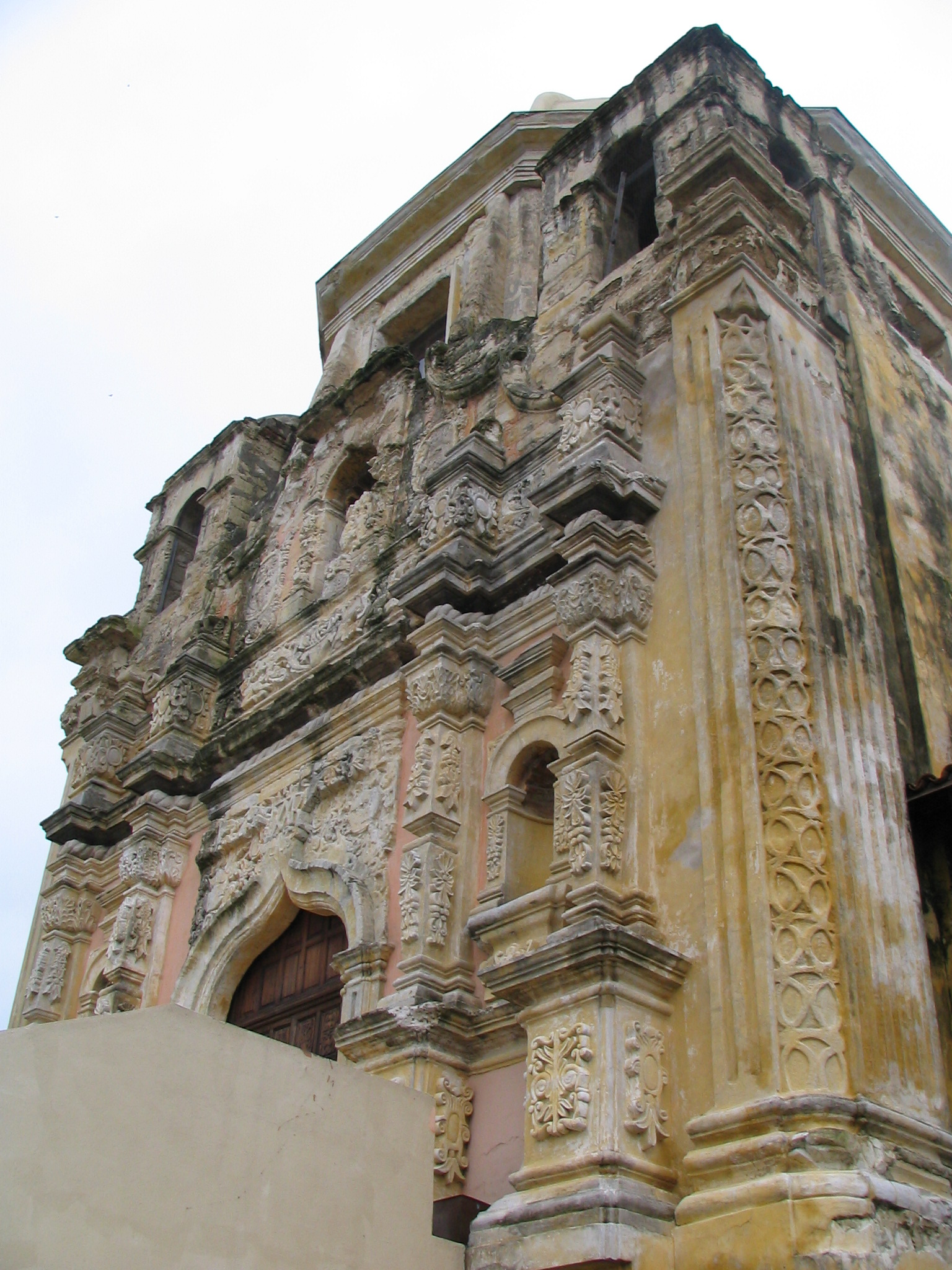
Palacio del Obispado

Sin embargo, después de la invasión estadounidense de México, la ciudad quedó a escasos kilómetros de la frontera y, con la llegada del tren a finales del siglo XIX, comenzó a ser un lugar estratégico para la industria y el comercio entre los dos países.
La ciudad, de hecho, había estado aislada por la Sierra Madre Oriental del centro de la Nueva España y del después, del México independiente, por lo que por muchos años fue un pueblo pequeño y con mucha escasez. Su desarrollo verdadero fue hasta finales del siglo XIX y durante todo el siglo XX en todos los sentidos: demográfico, social, político y económico.
Cabe señalar que la ciudad de Monterrey y, más ampliamente, el Estado de Nuevo León no sufrieron de un proceso de conquista como ocurrió en otras regiones del país; el fenómeno que ocurrió en la localidad fue el de colonización, ya que las pocas tribus indígenas que habitaban cerca de los territorios del estado, eran errantes, con costumbres nómadas, lo que trajo como resultado un clima de hostilidad entre los nativos y los colonos españoles.
Hace 200 años, Monterrey aún era un pueblo de 6235 habitantes. Contaba con construcciones como jacales y casas señoriales construidas con adobe y sillar. Los principales oficios eran los de comerciantes, alfareros y mineros.

### Virreinato
Monterrey pasó por dos intentos de fundación, los primeros dos fracasaron por la resistencia de los indígenas de la región, las condiciones del terreno y los desencuentros de dos fundadores con la Inquisición, el primero de ellos fue realizado por Alberto del Canto, en 1577. Después de fundar la Villa de Saltillo, descubrió el Valle de Extremadura (el actual valle de Monterrey) y creó el pueblo de Santa Lucía, junto a los ojos de agua. Este pueblo, que probablemente fue habitado principalmente por indígenas, no duró mucho, porque en 1578 se giró orden de aprehensión en contra de Del Canto y los indígenas se dispersaron.
Unos años más tarde, los reyes de España estaban decididos a no pagar más viajes de exploración, dando la libertad a quien quisiera hacerlo, siempre y cuando fuera con sus fondos y por su propia cuenta. Luis de Carvajal y de la Cueva viajó a España y negoció con el rey Felipe II la conquista, pacificación y población de lo que llamarían el Nuevo Reino de León. La propuesta fue aceptada y Carvajal volvió a la Nueva España, desembarcando en Tampico.
En un corto plazo dominó todo el territorio y los pequeños poblados del sur. Se dirigió entonces al sitio donde había sido fundado Santa Lucía y en 1582 fundó la villa de San Luis Rey de Francia, segundo nombre de Monterrey. Esta fundación fracasó porque Carvajal fue entregado a la Inquisición por una denuncia de Fray Juan de la Magdalena. Se le acusó de encubridor y murió en la cárcel de la corte.

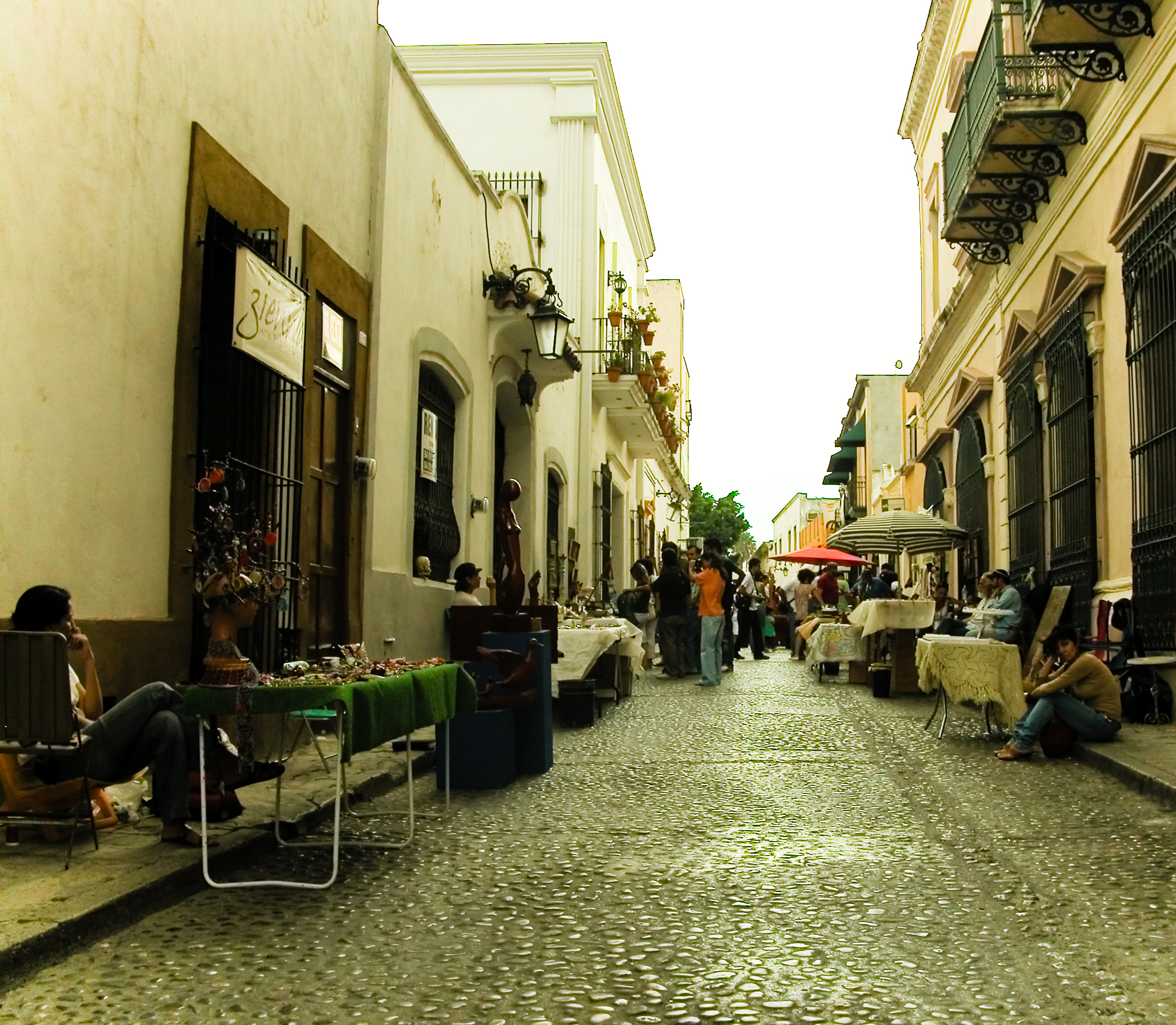
Barrio Antiguo en el corazón de la ciudad

Durante ocho años el Nuevo Reino de León estuvo despoblado. Los primeros en llegar después de este tiempo fueron los compañeros de Luis de Carvajal y de la Cueva, provenientes de Saltillo. Entre ellos estaba Diego de Montemayor, quien después del otorgamiento del título de lugarteniente por el gobernador de la Nueva Vizcaya (parte Oriente del actual estado de Coahuila), también decidió volver. Acompañado de doce familias, Montemayor arribó al Valle de la Extremadura y fundó el 20 de septiembre de 1596 la ciudad metropolitana de Nuestra Señora de Monterrey. En el muro exterior del Museo de Historia se puede apreciar un fragmento del documento de la fundación: “En el nombre de Dios Todopoderoso...Yo, Diego de Montemayor, en nombre de Su Majestad Real el Rey Don Felipe Nuestro Señor, hago fundación de ciudad metropolitana junto a un monte grande y ojos de agua que llaman Santa Lucía...y se ha de intitular e intitule la Ciudad Metropolitana de Nuestra Señora de Monterrey… y en fe y testimonio de verdad lo otorgué y fundé en el Valle de Extremadura, ojos de Santa Lucía, jurisdicción del Nuevo Reino de León, en veinte días del mes de septiembre de mil quinientos y noventa y seis…” (Acta de fundación de Monterrey, 1596).
En 1611 el pueblo comenzó a reconstruirse en Plaza Zaragoza, lugar donde el general Zavala mantuvo, por más de 10 años un almacén de harina, semillas y otros bastimentos para repartirlos a las familias. Además sostuvo campañas de pacificación y estableció un destacamento militar a cargo de Hernando Huarte de la Concha.
Este pequeño reino, sin embargo, tenía ya un convento en 1602 bajo la advocación de San Andrés y después de las inundaciones de 1611 fue trasladado a su nuevo sitio en 1626 donde ya contaba con cementerio, pila torre y campanas. La labor de la iglesia aquí fue decisiva para una supuesta "pacificación" de los naturales (en realidad el objetivo era sojuzgar y usarlos como mano de obra pesada y venta) que se encontraban en los alrededores: los bósalos en Matehuala, los gualaguises en San Cristóbal (Hualahuises), los janambres en San Antonio de los Llanos. Desde comienzos del siglo XVII se establecieron además de esas misiones, la de Santa María de los Ángeles del Río Blanco (Aramberri), la de Santa Teresa del Álamo (1659), la de San Nicolás de Gualeguas (1672) y otras en el norte del reino y sur de Texas. Se fundaron también los conventos de Nuestra Señora de la Concepción (en Cerralvo 1630) y el de San Lorenzo (en Cadereyta hacia 1640), desafortunadamente las tribus indígenas fueron exterminadas por los colonos años después sin dejar descendencia alguna.

### México independiente
Cuando la noticia de que Miguel Hidalgo se había levantado en armas en contra del poder español llegó a Monterrey, el gobernador de Nuevo León, Santa María, mandó al comandante Juan Ignacio Ramón hacia el sur para contener a los insurgentes que, junto con Hidalgo, habían comenzado el movimiento de independencia. Más que contener la insurgencia, Ramón se unió rápidamente al grupo insurgente encabezado por Mariano Jiménez. Santa María también terminó uniéndose al movimiento de independencia.
Desde Saltillo, Jiménez, envió a Monterrey a Juan Bautista Carrasco e Ignacio Camargo para controlar a las poblaciones norteñas y 26 de enero de 1811, él mismo llegó a Monterrey donde fue recibido con júbilo. Allí nombró gobernador a José Santiago Villareal y volvió a Saltillo al enterarse de la derrota de Hidalgo. Un grupo contrarrevolucionario formado en Texas termina fusilando a Santa María y Juan Ignacio Ramón. A la muerte de éstos, se crea en Monterrey una Junta Gobernadora presidida por Blas José Gómez (1813). En la región se mantuvieron constantes guerrillas durante la época revolucionaria encabezadas por José Herrera, Pedro Báez Treviño, José María Sada y muchos otros insurgentes. El 3 de julio de 1821 Gaspar López, gobernador de Nuevo León, proclama la adhesión al Plan de Iguala y jura la Independencia en Monterrey.

#### Batalla de Monterrey

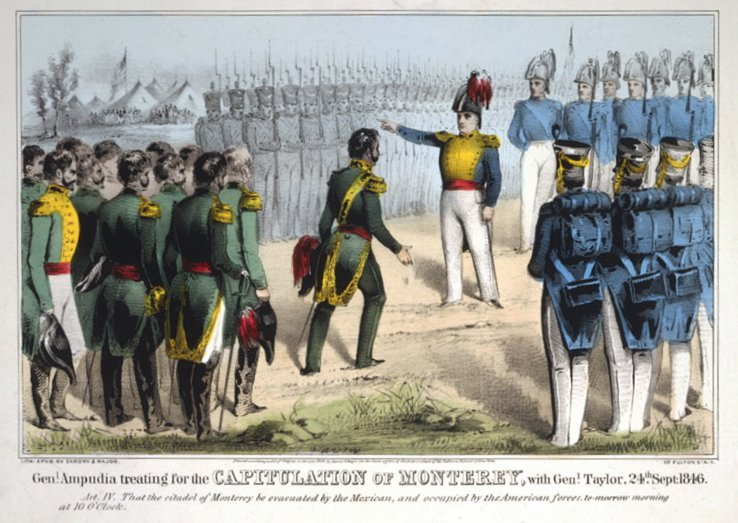
General Ampudia pactando la capitulación de Monterrey con el General Taylor el 24 de septiembre de 1846

La batalla de Monterrey fue una batalla de la guerra entre México y los Estados Unidos que se llevó a cabo durante el mes de septiembre de 1846 en la ciudad de Monterrey, Nuevo León.
En esta batalla se contó con la participación del Coronel José López Uraga, y la del Batallón de San Patricio. El primer combate, de los San Patricios como unidad mexicana se dio en esta batalla (21 de septiembre de 1846), con una batería de artillería al mando de Jon Riley, anteriormente teniente del Ejército de Estados Unidos e inmigrante irlandés. Sirvieron con distinción y está acreditado que rechazaron con éxito dos diferentes asaltos al corazón de la ciudad.

### XX

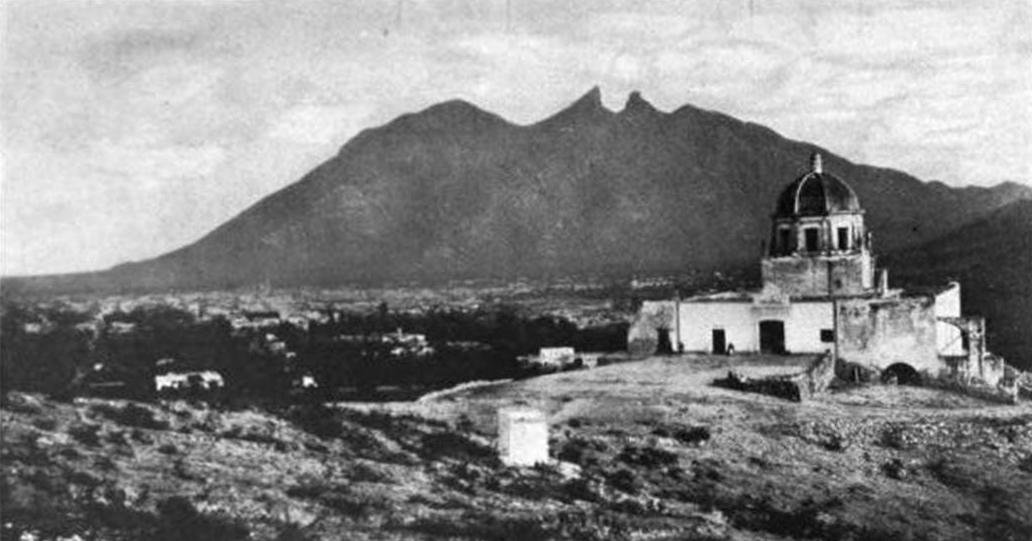
Monterrey en 1904

A partir de la década de 1930 la ciudad de Monterrey comienza a crecer de forma desmedida en todos los sentidos. La aparición de fábricas atrae a familias trabajadoras, primero del campo de Nuevo León y después de estados vecinos, como San Luis Potosí, las familias Potosínas levantaron modestas casas de sillar, madera y paja a un costado del Río Santa Catarina, de ahí el nombre del famoso puente y barrio de San Luisito, hoy la Colonia Independencia y sus alrededores como el cerro de la Campana. Esto no causó alegría en la población de Monterrey de aquel entonces sino que causó molestia y repudio hacia las familias Potosínas, una discriminación y marginación que persiste aún en ese sector. 
En 1950 Monterrey tenía 350 000 habitantes, 4000 empresas y 90 000 trabajadores y diez años más tarde el número de habitantes se había prácticamente duplicado.
Por la década de 1960 la ciudad comenzó a crecer también hacia arriba con la aparición de los Condominios Acero y los Apartamentos Constitución. La zona urbana rebasó su perímetro desde 1970 y ha invadido los municipios de Guadalupe, San Pedro Garza García, Santa Catarina, San Nicolás de los Garza, General Escobedo, Apodaca y Benito Juárez. Otra área en la que la ciudad se desarrolló a partir de la década de 1930 fue el cultural. En 1933 se crea la Universidad Autónoma de Nuevo León (UANL) y 10 años más tarde el Instituto Tecnológico de Estudios Superiores de Monterrey (ITESM), poco tiempo después se edificó la Ciudad Universitaria y el Campus del ITESM.

## Gobierno

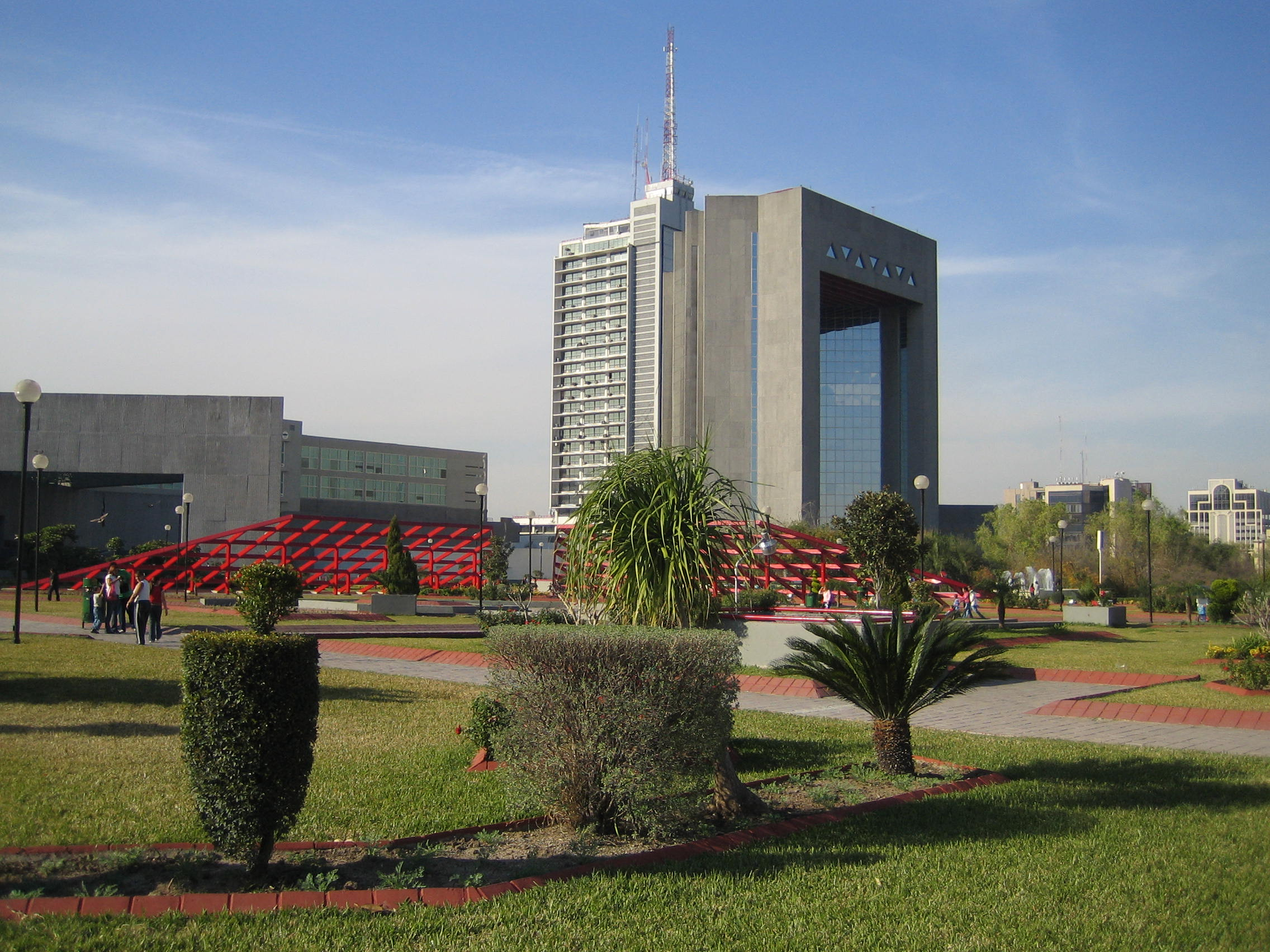
Tribunal de Justicia de Nuevo León, en la Macroplaza

Monterrey es la capital del estado de Nuevo León, por lo que alberga al gobierno del estado y también es la cabecera municipal del municipio de Monterrey. La vida política del estado de Nuevo León se organiza en torno a las disposiciones del artículo 30 de la Constitución Política del Estado Libre y Soberano de Nuevo León, que provee un gobierno republicano, representativo y popular, dividido en tres poderes independientes (ejecutivo, legislativo y judicial) que no pueden reunirse en una sola persona o institución. Su relación con la federación mexicana lo sujeta a las disposiciones generales que afectan a toda la nación, pero retiene su autonomía con respecto a los demás estados, nacionales o extranjeros, y con la federación para todos aquellos asuntos de orden interno. Actualmente, las candidaturas para la alcaldía de Monterrey pueden ser a través de un partido político o de manera independiente. En las candidaturas a diputado federal o local, también pueden ser por un partido político o de manera independiente.
Precisamente por ser la ciudad capital del estado, es sede de los tres poderes: ejecutivo, legislativo y judicial del estado. El gobernador es Samuel García.
Monterrey es una ciudad que experimenta la alternancia con tranquilidad. El PAN gobernó desde 1994 hasta 2003, ya que después, el PRI ganó nuevamente la alcaldía para el periodo 2003-2006. Luego el PAN ganó de nuevo la alcaldía, gobernando la ciudad desde 2006 hasta 2015, y tras ello, en 2015 y 2018, el PRI ganó la alcaldía para los periodos 2015-2018 y 2018-2021, respectivamente. Después pasó a ser gobernado por primera ocasión por el partido Movimiento Ciudadano en el periodo 2021-2024. El ayuntamiento, al igual que el de los demás municipios de los estados (a excepción de la Ciudad de México), está constituido por un presidente municipal, 27 regidores y 2 síndicos.
El alcalde para el periodo de 2024 a 2027 es Adrián de la Garza Santos del PRI.

## Geografía

### Ubicación y extensión
Monterrey se localiza en la región noreste de México, específicamente en las coordenadas 25°40′17″N 100°18′31″O, dentro de la jurisdicción del estado de Nuevo León. Según datos oficiales del Instituto Nacional de Estadística y Geografía, la superficie total del municipio alcanza los 969.70 km². Esta área constituye el núcleo principal de la Zona Metropolitana de Monterrey, reconocida como la segunda concentración urbana más poblada del país, extendiéndose hacia otros municipios colindantes y conformando un importante centro económico y cultural del norte de México.

### Relieve
La configuración topográfica de Monterrey se define por su emplazamiento en un valle rodeado por imponentes formaciones montañosas pertenecientes a la Sierra Madre Oriental, sistema que delimita su contorno meridional y occidental. Entre estos accidentes geográficos sobresale el emblemático cerro de la Silla, cuya silueta característica alcanza una altitud máxima de 1,820 metros sobre el nivel del mar según estudios de la Comisión Nacional de Áreas Naturales Protegidas Completan este marco orográfico el cerro de las Mitras con sus distintivas formaciones rocosas y el cerro del Topo Chico, conocido por sus recursos geotérmicos. La ciudad se desarrolla sobre un terreno cuya altitud promedio oficial es de 540 metros sobre el nivel del mar, creando un singular contraste entre las áreas urbanas y los sistemas montañosos circundantes.

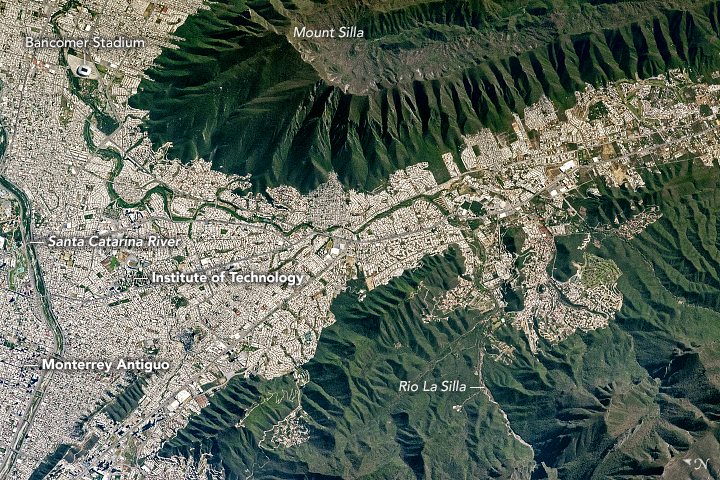
Monterrey desde EEI, 2017

### Hidrografía
El sistema hidrográfico de la ciudad está dominado por el Río Santa Catarina, cauce de carácter intermitente que atraviesa el área metropolitana de oeste a este. Este río, que permanece seco durante gran parte del año, adquiere especial relevancia durante la temporada de lluvias cuando puede presentar crecidas importantes. La infraestructura hídrica incluye tres presas principales: La Boca al noroeste de la ciudad, Rompepicos en el suroeste, y cerro Prieto al norte, según registros del gobierno estatal. Los acuíferos subterráneos constituyen la principal fuente de abastecimiento para la población, representando aproximadamente el 60% del suministro total según estudios técnicos de la Comisión Nacional del Agua. Estos sistemas subterráneos enfrentan desafíos de sostenibilidad debido a la creciente demanda urbana.

### Clima
El clima de Monterrey se clasifica principalmente como clima semiárido Bsh en la Clasificación climática de Köppen, transicionando a un clima subtropical Cwa en el sur de la ciudad , caracterizado por una temperatura media anual que oscila entre los 22 °C y 24 °C. La precipitación anual promedio alcanza los 600 milímetros, concentrándose principalmente en el periodo comprendido entre mayo y septiembre, cuando ocurren aproximadamente el 80% de las lluvias anuales.
Monterrey experimenta con frecuencia cambios climáticos extremos; por ejemplo, a veces alcanza los 30 grados Celsius (86,0 °F) en enero y febrero, los meses más fríos. Los cambios climáticos más extremos en verano se producen con las lluvias, que pueden reducir significativamente las temperaturas, y la ausencia temporal de los vientos del norte en invierno, lo que puede provocar temperaturas anormalmente altas. Las estaciones no están bien definidas; la estación cálida puede comenzar en febrero y durar hasta septiembre. En abril y mayo de 2011, las temperaturas alcanzaron los 45 grados Celsius (113 °F) o más, lo que provocó incendios y calor extremo. La nieve es un fenómeno muy poco frecuente, aunque en enero de 1967 se produjo una acumulación de 20 pulgadas (50 cm) en 8 horas. . La nevada más reciente se produjo en febrero de 2021. Se produjeron eventos de aguanieve y hielo en enero de 2007, diciembre de 2009, enero y febrero de 2010, y febrero de 2011, causados por temperaturas cercanas a los -5 °C.
| Parámetros climáticos promedio de Monterrey, Nuevo León (495 m s. n. m.) | Parámetros climáticos promedio de Monterrey, Nuevo León (495 m s. n. m.) | Parámetros climáticos promedio de Monterrey, Nuevo León (495 m s. n. m.) | Parámetros climáticos promedio de Monterrey, Nuevo León (495 m s. n. m.) | Parámetros climáticos promedio de Monterrey, Nuevo León (495 m s. n. m.) | Parámetros climáticos promedio de Monterrey, Nuevo León (495 m s. n. m.) | Parámetros climáticos promedio de Monterrey, Nuevo León (495 m s. n. m.) | Parámetros climáticos promedio de Monterrey, Nuevo León (495 m s. n. m.) | Parámetros climáticos promedio de Monterrey, Nuevo León (495 m s. n. m.) | Parámetros climáticos promedio de Monterrey, Nuevo León (495 m s. n. m.) | Parámetros climáticos promedio de Monterrey, Nuevo León (495 m s. n. m.) | Parámetros climáticos promedio de Monterrey, Nuevo León (495 m s. n. m.) | Parámetros climáticos promedio de Monterrey, Nuevo León (495 m s. n. m.) | Parámetros climáticos promedio de Monterrey, Nuevo León (495 m s. n. m.) |
| Mes                                                                      | Ene.                                                                     | Feb.                                                                     | Mar.                                                                     | Abr.                                                                     | May.                                                                     | Jun.                                                                     | Jul.                                                                     | Ago.                                                                     | Sep.                                                                     | Oct.                                                                     | Nov.                                                                     | Dic.                                                                     | Anual                                                                    |
| ------------------------------------------------------------------------ | ------------------------------------------------------------------------ | ------------------------------------------------------------------------ | ------------------------------------------------------------------------ | ------------------------------------------------------------------------ | ------------------------------------------------------------------------ | ------------------------------------------------------------------------ | ------------------------------------------------------------------------ | ------------------------------------------------------------------------ | ------------------------------------------------------------------------ | ------------------------------------------------------------------------ | ------------------------------------------------------------------------ | ------------------------------------------------------------------------ | ------------------------------------------------------------------------ |
| Temp. máx. abs. (°C)                                                     | 35.0                                                                     | 38.0                                                                     | 43.0                                                                     | 43.0                                                                     | 46.0                                                                     | 43.0                                                                     | 41.5                                                                     | 40.5                                                                     | 41.0                                                                     | 39.0                                                                     | 37.0                                                                     | 34.5                                                                     | 46.0                                                                     |
| Temp. máx. media (°C)                                                    | 20.4                                                                     | 23.3                                                                     | 27.2                                                                     | 29.9                                                                     | 32.2                                                                     | 33.7                                                                     | 34.5                                                                     | 34.2                                                                     | 31.2                                                                     | 27.4                                                                     | 24.1                                                                     | 21.2                                                                     | 28.3                                                                     |
| Temp. media (°C)                                                         | 14.4                                                                     | 16.8                                                                     | 20.6                                                                     | 23.5                                                                     | 26.3                                                                     | 28.0                                                                     | 28.4                                                                     | 28.3                                                                     | 26.1                                                                     | 22.5                                                                     | 18.7                                                                     | 15.3                                                                     | 22.4                                                                     |
| Temp. mín. media (°C)                                                    | 8.4                                                                      | 10.4                                                                     | 14.1                                                                     | 17.1                                                                     | 20.5                                                                     | 22.2                                                                     | 22.3                                                                     | 22.4                                                                     | 20.9                                                                     | 17.5                                                                     | 13.3                                                                     | 9.5                                                                      | 16.6                                                                     |
| Temp. mín. abs. (°C)                                                     | -5.5                                                                     | -3.0                                                                     | -1.0                                                                     | 6.0                                                                      | 11.0                                                                     | 11.5                                                                     | 11.0                                                                     | 16.5                                                                     | 12.0                                                                     | 3.0                                                                      | -0.5                                                                     | -7.5                                                                     | -7.5                                                                     |
| Precipitación total (mm)                                                 | 20.5                                                                     | 12.4                                                                     | 19.8                                                                     | 31.6                                                                     | 63.9                                                                     | 81.4                                                                     | 44.4                                                                     | 81.0                                                                     | 138.4                                                                    | 73.6                                                                     | 20.8                                                                     | 19.1                                                                     | 606.9                                                                    |
| Días de precipitaciones (≥ 1.0 mm)                                       | 6.1                                                                      | 4.5                                                                      | 4.2                                                                      | 5.4                                                                      | 7.2                                                                      | 6.6                                                                      | 5.0                                                                      | 6.9                                                                      | 9.1                                                                      | 7.4                                                                      | 4.9                                                                      | 5.0                                                                      | 72.3                                                                     |
| Fuente: Comisión Nacional del Agua                                       |                                                                          |                                                                          |                                                                          |                                                                          |                                                                          |                                                                          |                                                                          |                                                                          |                                                                          |                                                                          |                                                                          |                                                                          |                                                                          |

### Flora y fauna
La cubierta vegetal presenta una marcada estratificación altitudinal. En las zonas bajas del valle predomina el matorral espinoso tamaulipeco, formación característica de las zonas áridas del noreste mexicano, con especies adaptadas a condiciones de estrés hídrico como el mezquite (Prosopis glandulosa), el huizache (Vachellia farnesiana) y la gobernadora (Larrea tridentata). 
En las laderas meridionales de la Sierra Madre Oriental, particularmente en elevaciones entre 1,200 y 2,000 metros sobre el nivel del mar, se desarrollan extensos bosques templados de pino-encino que constituyen uno de los ecosistemas más valiosos de la región. Estos bosques, según estudios de la Comisión Nacional de Áreas Naturales Protegidas, presentan una composición diversa con predominio de:
Pino blanco (Pinus pseudostrobus), Pino prieto (Pinus montezumae), Encino roble (Quercus rysophylla), Encino siempreverde (Quercus virginiana), Madroño (Arbutus xalapensis), entre muchas más.

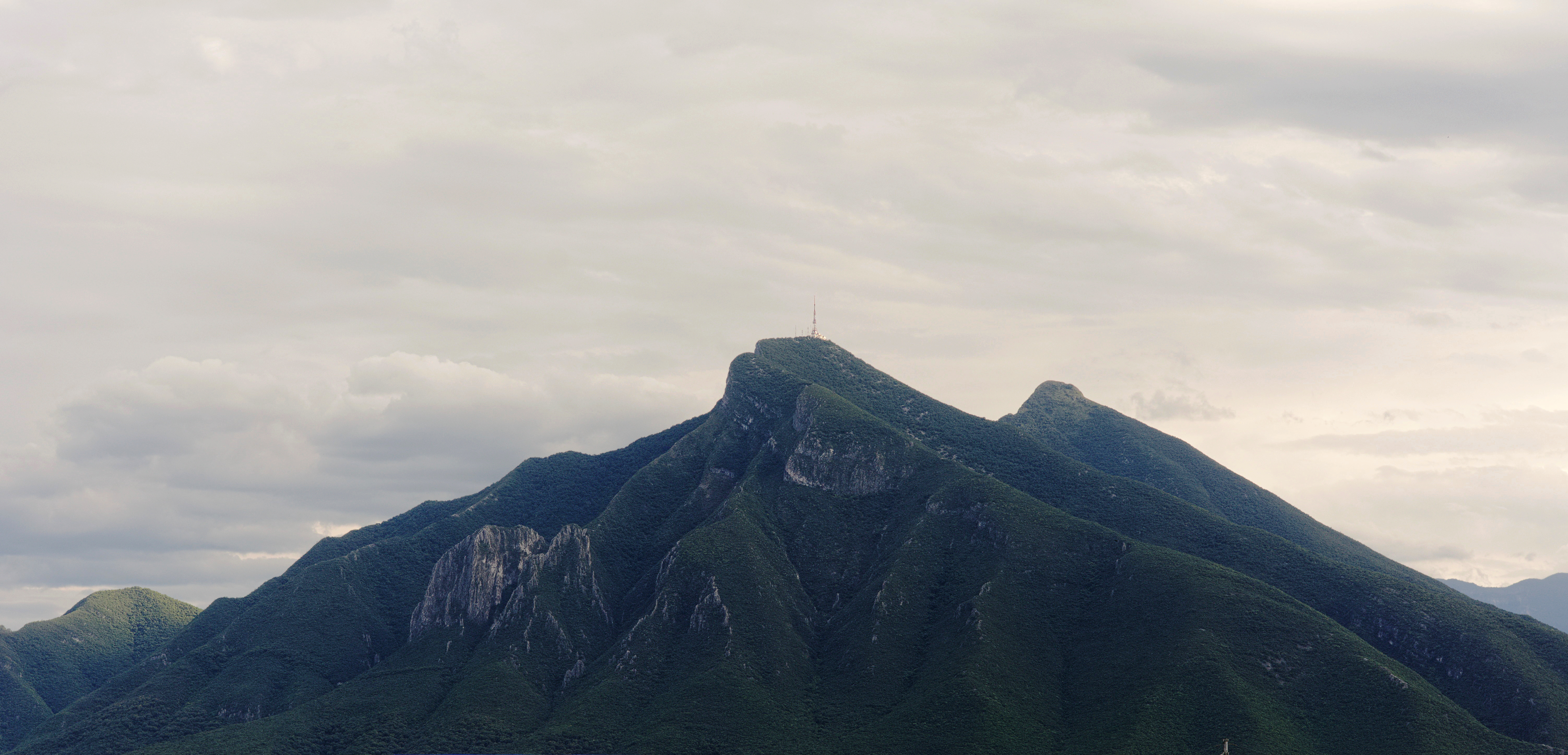
Una vista del cerro de la Silla, un símbolo icónico de Monterrey, Nuevo León.

Estos ecosistemas forestales cubren aproximadamente el 35 % del parque nacional Cumbres de Monterrey, funcionando como importantes captadores de agua y refugio de biodiversidad. Presentan una estructura arbórea densa con alturas promedio de 15-25 metros y coberturas de copa que superan el 70% en áreas bien conservadas. En el sotobosque se desarrollan comunidades de helechos, orquídeas terrestres y diversas especies de bromelias, particularmente en las zonas más húmedas de cañadas y barrancos.
La fauna asociada a estos ambientes incluye mamíferos como liebres (Lepus californicus) y tlacuaches (Didelphis virginiana) en las zonas bajas, mientras que en los bosques templados se registran especies como el puma (Puma concolor), el venado cola blanca (Odocoileus virginianus), oso negro (Ursus americanus), mapaches (Procyon lotor) y diversas especies de murciélagos insectívoros. La avifauna es particularmente diversa, con registros de más de 150 especies entre residentes y migratorias, incluyendo el águila real (Aquila chrysaetos), el pájaro carpintero (Melanerpes formicivorus) y diversas especies de colibríes.

### Áreas naturales protegidas y parques
El territorio municipal incluye importantes espacios protegidos, destacando el parque nacional Cumbres de Monterrey, declarado área protegida federal en 1939. Con una extensión de 177,395 hectáreas que abarcan porciones de varios municipios, este parque protege ecosistemas representativos como el bosque de pino-encino y el matorral xerófilo, constituyendo una barrera natural contra la erosión y un corredor biológico regional. Las zonas boscosas del parque presentan una densidad promedio de 300-400 árboles por hectárea, con ejemplares que alcanzan edades superiores a los 150 años en áreas de difícil acceso.

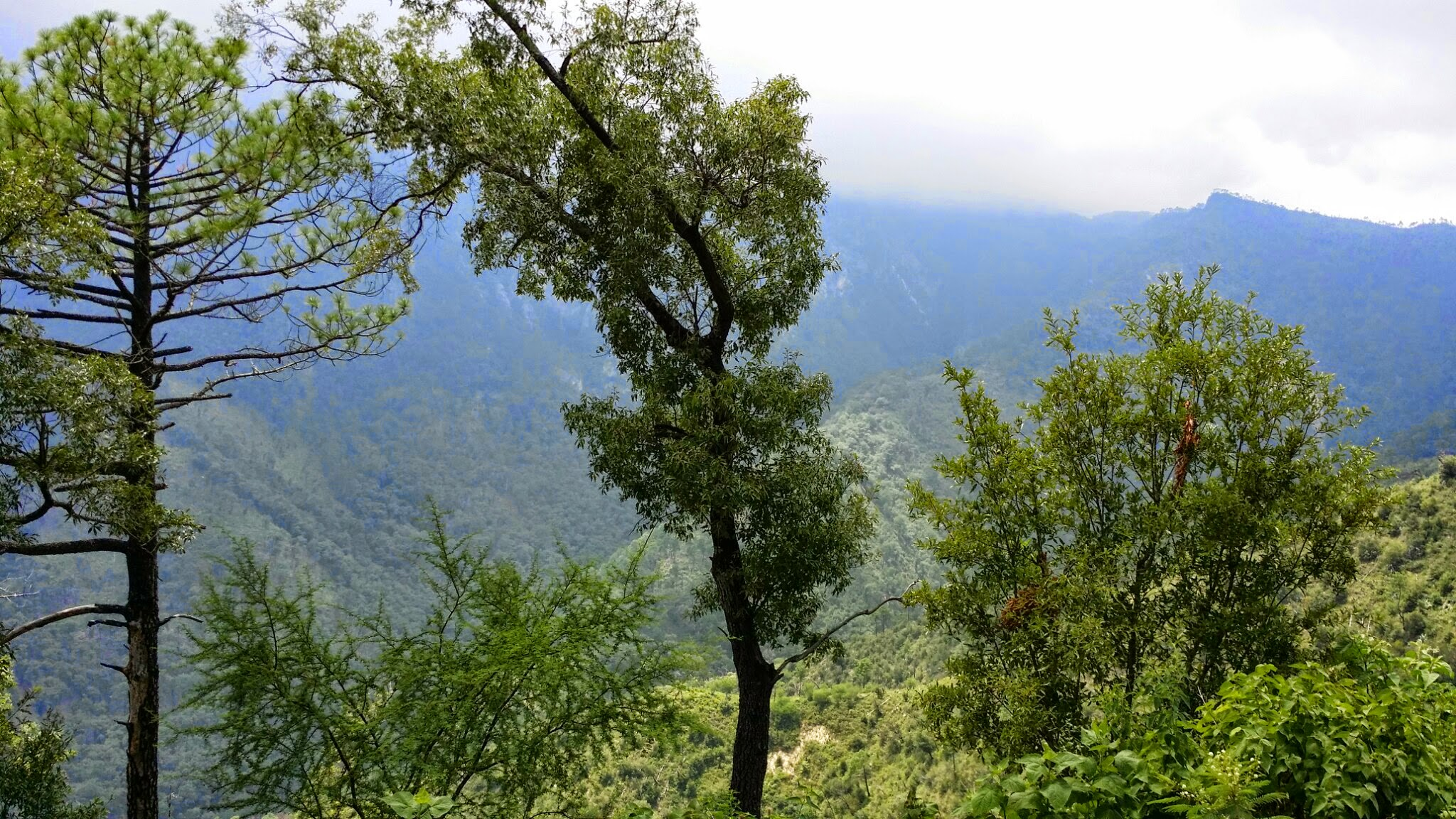
Cascada Cola de Caballo en el parque nacional Cumbres de Monterrey

Dentro de este sistema se ubica el parque ecológico Chipinque, área administrada por el estado que alberga especies emblemáticas como el puma (Puma concolor) y el venado cola blanca (Odocoileus virginianus) según monitoreos recientes. Este parque protege una superficie de 1,791 hectáreas de bosque templado, con senderos interpretativos que permiten observar la transición entre el matorral xerófilo y el bosque de pino-encino. En el contexto urbano, el parque nacional El Sabinal representa un relicto de apenas 3.4 hectáreas que preserva ejemplares centenarios de sabino (Taxodium mucronatum). 
Complementan este sistema de conservación el parque La Estanzuela, refugio de bosque de galería a lo largo del río Santa Catarina donde sobreviven especies arbóreas como el nogalillo (Juglans mollis) y sauces nativos según su programa de manejo, así como el imponente parque nacional La Huasteca con sus formaciones calizas y el parque lineal Río Santa Catarina, proyecto de rehabilitación ambiental en el lecho histórico del río que atraviesa la ciudad. Estos espacios protegidos colectivamente albergan más de 1200 especies de flora vascular y 400 especies de fauna vertebrada, según inventarios recientes de la Secretaría de Medio Ambiente de Nuevo León.

## Demografía
En 2010, la población de la ciudad de Monterrey era de 1 135 512 habitantes, y, mientras que su zona metropolitana alcanzaba una población de 4 106 054 habitantes. De acuerdo con los resultados preliminares del XIII censo de población y vivienda, al 12 de junio de 2020 había 1 142 952 habitantes en la ciudad por lo cual es la 9.ª ciudad más poblada de México, mientras que su zona metropolitana alcanzó 5 322 117 habitantes, lo que la convirtió en la segunda zona metropolitana más grande del país superando a Guadalajara que en 2010 era más poblada. 
Notas
      Fuente:Instituto Nacional de Estadística y Geografía
- Censos de población (1895-1990, 2000, 2010 y 2020)[48]
- Conteos de Población (1995 y 2005)[48]
- Encuesta Intercensal (2015)[49]

### Área metropolitana

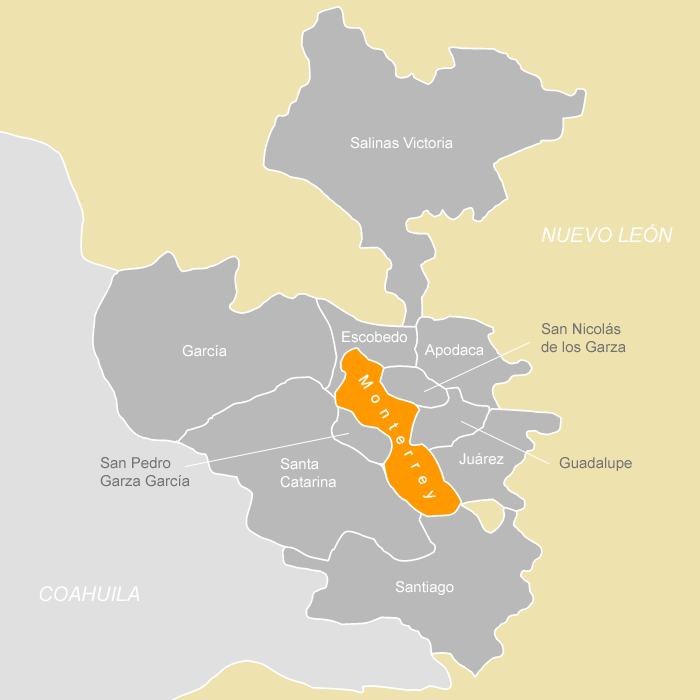
Área metropolitana de Monterrey: Apodaca (1), Escobedo (2), García (3), Guadalupe (4), Juárez (5), San Nicolás de los Garza (6), San Pedro Garza García (7) y Santa Catarina (8), Monterrey (anaranjado)

#### Municipios que integran el área metropolitana
El área metropolitana de Monterrey es la segunda más poblada de México en 2020 con 5 341 171 habitantes. El área metropolitana está conformada por 17 municipios y es la segunda en extensión territorial en México:
- Abasolo
- Apodaca
- Cadereyta Jiménez
- El Carmen
- García
- General Escobedo
- General Zuazua
- Hidalgo
- Guadalupe
- Juárez
- Monterrey
- Santa Catarina
- San Nicolás de los Garza
- San Pedro Garza García
- Santiago
- Salinas Victoria

## Región Periférica

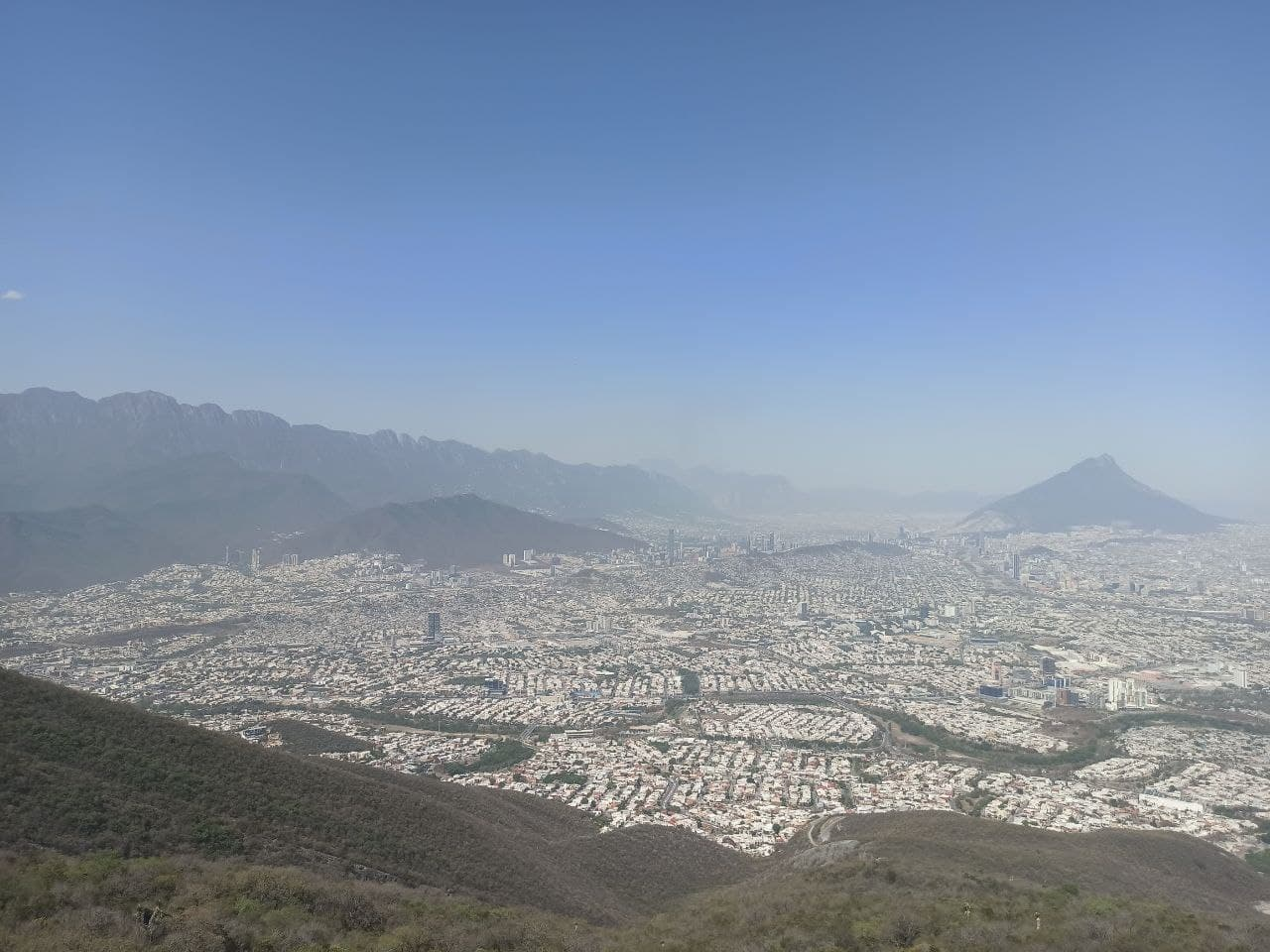
Área metropolitana

Esta región forma un anillo que envuelve al área metropolitana y que debido al alto crecimiento de la mancha urbana
de Monterrey, ha tenido un crecimiento de 25 ha por semana del año 2000 al 2006. Es decir, del año 2000 a la fecha la mancha urbana ha aumentado 8847 ha, lo que representa aproximadamente la superficie total de San Nicolás de los Garza. Es muy probable que en los próximos años algunos de estos municipios se integren al área metropolitana de Monterrey.
Los municipios de la Región Periférica que están próximos al área metropolitana de Monterrey son 4:
- Allende
- Higueras
- Marín
- Mina

## Economía
La economía de la ciudad es considerada como una de las más pujantes en México y América Latina, al ser considerada la segunda ciudad más rica de México y la novena en América Latina con un PIB PPA de 130 700 millones de dólares en el 2012. En su área metropolitana se desarrollan actividades industriales, empresariales y comerciales. Históricamente, Monterrey ha sido considerada la capital industrial de México.
La metrópoli es sede de importantes grupos industriales y financieros, así como de emporios internacionales de prestigio mundial entre los que destacan FEMSA, CEMEX, Axtel, Grupo Alfa, Ternium, Vitro, Lamosa, Cervecería Cuauhtémoc Moctezuma, Banorte, Maseca, Protexa, Selther, Gamesa Galletera, Barrilitos, Del Valle, Organización Soriana, Grupo AlEn, British American Tobacco, Grupo FAMSA, IMSA, Cydsa, Industrias Monterrey, Televisa Monterrey, Grupo Multimedios, TV Azteca Noreste, Siemens, LG Electronics, GE Money, todos con operaciones a nivel internacional. Además se encuentran diversas firmas de consultoría internacional como Boston Consulting Group, Bain, KPMG, McKinsey, London Consulting Group y Harbor Intelligence. Monterrey es considerada la ciudad de los negocios.
El turismo está siendo promovido como una novedosa y creciente fuente de ingresos, particularmente asociada con la organización de grandes eventos de negocios como ancla a partir de la cual se pretende sorprender al visitante con una oferta turística más variada. El 2014 fue el año más turístico para Nuevo León, recibiendo un millón 805 mil turistas, 365 mil de ellos extranjeros.
Además, en el año 2019 Monterrey fue clasificado en el 113.º lugar a nivel mundial en calidad de vida, de acuerdo a Mercer Consulting, siendo el primer lugar en el país.
El Instituto de Innovación y Transferencia de Tecnología de Nuevo León menciona que para 2025 Monterrey se posicionará como la ciudad con el Producto Interno Bruto (PIB) per cápita más alto de América Latina, citando un estudio de la consultora estadounidense McKinsey, estimado en 2007 de 22 mil y proyectado a 42 mil millones de dólares de acuerdo a la consultora.

## Turismo
Monterrey cuenta con varios atractivos naturales, parques de diversiones y museos. La ciudad cuenta con una gran variedad de atractivos turísticos debido a la combinación de sitios naturales y la modernidad de algunos sectores de la ciudad. Entre los lugares de mayor atractivo dentro de la ciudad se encuentran:
- Cerro del Obispado: También conocida como la Loma de Chepevera, es un cerro donde se encuentra el museo del Obispado, un centro cívico, un mirador desde donde se obtienen panorámicas de la ciudad y las montañas circundantes, y una de las banderas monumentales más grandes de México.
- Torres Obispado: consiste en un comoplejo de 2 rascacielos. Actualmente es el rascacielos más alto de México con 305 m de altura. Es también la torre más alta de Latinoamérica y el 26° edificio más alto de América.[54]
- Pabellón M: Es un desarrollo de usos mixtos que cuenta con un centro de convenciones y un auditorio con capacidad para 4,199 personas.
- Macroplaza: plaza central de la ciudad que constituye el centro administrativo y museístico de la ciudad. alrededor de la cual se encuentran diversos lugares de interés como diversos edificios de gobierno, museos, el Teatro de la ciudad y la biblioteca Central. La plaza cuenta con jardines, la controvertida obra El Agua, Fuente de la Vida (Fuente de Neptuno) y el Faro del Comercio. Actualmente es considerada como la quinta plaza más grande del mundo con 400 000 m².[55]
- Barrio Antiguo: el barrio Antiguo (Casco Viejo) es una extensa zona de casas antiguas detrás de la catedral metropolitana. La casa más antigua data del siglo XVII y pertenecía a las primeras familias que se asentaron en esta ciudad, sin embargo, existen otras viviendas que datan de los siglos XVIII, XIX y XX.
- Catedral de Monterrey: Ubicado por la calle de Zuazua y Padre Jardón. Se inicia su construcción en 1663, en 1735 ya tenía construida la nave principal. Aproximadamente fue concluida en 1791, cuando se concluyen sus tres arcos para que quedara con tres naves.[56]
- Capilla de los Dulces Nombres: Ubicada por la calle de Dr. Coss y Matamoros, data de 1850.
- Paseo Santa Lucía: considerado el río artificial más largo de Latinoamérica con 2.5 km donde se concentran hoteles, comercios y restaurantes.
- Parque Fundidora: parque en la antigua y primera siderúrgica de América Latina, considerado uno de los parques más grandes del continente americano. Cuenta con innumerables espacios recreativos, museos tanto artísticos y culturales como infantiles. Situado en los terrenos de la extinta Compañía Fundidora de Fierro y Acero de Monterrey, fue destinado a convertirse en el corazón recreativo y cultural de la ciudad, cuenta con una excelente infraestructura que posibilita actividades lúdicas diversas. Cuenta además con una pista de hielo, la Arena Monterrey (una de las más modernas e importantes del país), un auditorio, una pinacoteca, una cineteca y una sala de exhibiciones temporales. El parque fue sede del Foro Universal de las Culturas 2007.
- Puente de la Unidad: Es un puente que cruza el río Santa Catarina conectando la ciudad de Monterrey con San Pedro Garza García en Nuevo León, México. Es parte del llamado "Circuito de la Unidad", que consiste en la interconexión de una serie de avenidas.[57]
- Casa de la Tierra: Este lugar se centra en la educación de los niños, aquí abundan hologramas de planetas y otras cosas, se le dice que también es un observatorio.
- Cervecería Cuauhtémoc Moctezuma: Esta cervecería es importante porque si se sabe de historia de esta fábrica se sabe que la pusieron aquí cuando Monterrey fue considerada una de las ciudades con el agua más limpia del mundo.[58]
- Metropolitan Center: Complejo de usos mixtos compuesto de 3 torres mayores de 100 m. de alto (Torre 1: 130 m. y 30 p., Torre 2: 181 m. y 42 p., Torre 3: 230 m. Y 50 p.), en ellas existe un hotel, departamentos de vivienda y oficinas. Cada torre cuenta con una piscina y un jacuzzi y las tres torres se encuentran arriba de un centro comercial de 5 plantas.
- La Alameda: Es una plaza pública ubicada en el centro de la ciudad, es uno de los pulmones de la Z.M.M. En el año 2013 fue remodelada en sus aceras y bancas, agregándole un foro para obras de teatro y demás actos que se realicen.
- Parque natural La Estanzuela: Con un ojo de agua, veneros y cascadas, el parque fue concebido como fuente principal de agua para la ciudad a principios del siglo pasado. El parque se encuentra lleno de árboles nativos de la región.
- Edificio del Colegio Civil: Ubicado en la calle de Colegio Civil entre las calles de 5 de Mayo y Washington. Su construcción data aproximadamente de 1870.
- Antigua estación del Golfo: Ubicado por las calles de Colón y Emilio Carranza. Sirvió como terminal del ferrocarril que corría al Golfo. Su construcción data de fines del siglo XIX. Fue diseñada por el arquitecto estadounidense Zachary Taylor, y erigida por los contratistas ingleses Jon y William Price.[59] Actualmente funciona como Casa de Cultura.
- Casa del Campesino: Ubicado por la calle de Mina entre las calles de Abasolo y Ocampo, fue hospital y después Colegio de Minas. Fue construido como casa del Gobernador. Palacio de Gobierno.

### Comercios

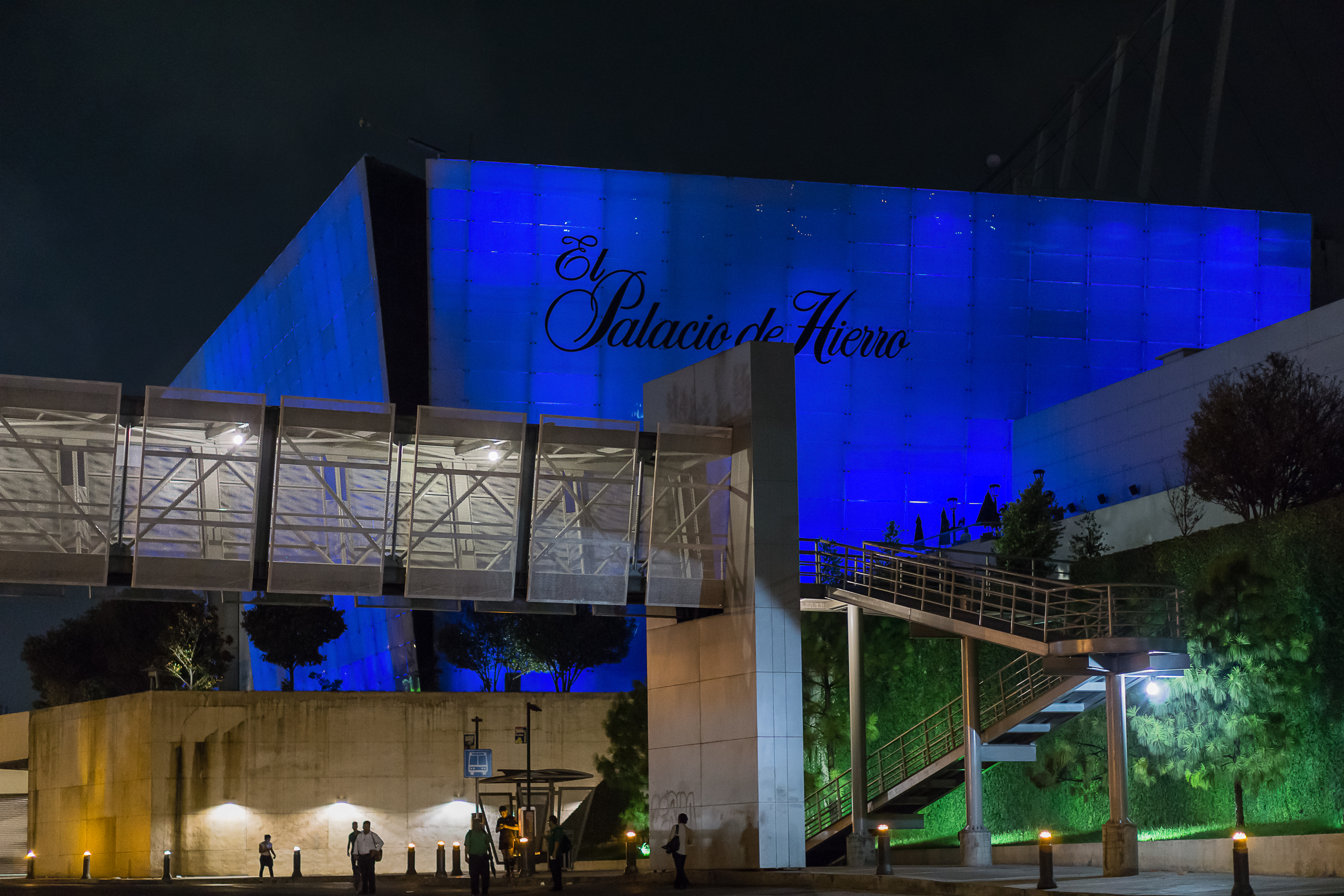
El Palacio de Hierro en el paseo de San Pedro

También tiene un gran número de centros comerciales dentro del área metropolitana, tales como:
- Paseo San Pedro[60]
- Nuevo Sur[61]
- Esfera City Center
- Pueblo Serena[62]
- Plaza Cumbres
- Plaza Fiesta San Agustín[63]
- Fashion Drive[64]
- Galerías Valle Oriente
- Galerías Monterrey[65]
- Auriga San Pedro[66]
- Metropolitan Center[67]
- Punto Valle[68]
- Plaza Fiesta Anáhuac[69]
- Urban Village Garza Sada[70]
- Paseo Santa Catarina[71]
- Vía Cordillera [72]
- Plaza Real Monterrey[73]

## Arquitectura

### Monumentos históricos
La Arquitectura de la ciudad de Monterrey tiene una importante influencia francesa, española y sefardita, principalmente en iglesias y en el barrio antiguo, además cuenta con algunos bienes muebles o inmuebles protegidos como patrimonio de la Nación, y están declarados como tales en el Registro Público de Monumentos y Zonas Arqueológicos del INAH, de acuerdo a la Ley Federal sobre Monumentos y Zonas Arqueológicos, Artísticos e Históricos de México.

#### Arquitectura civil

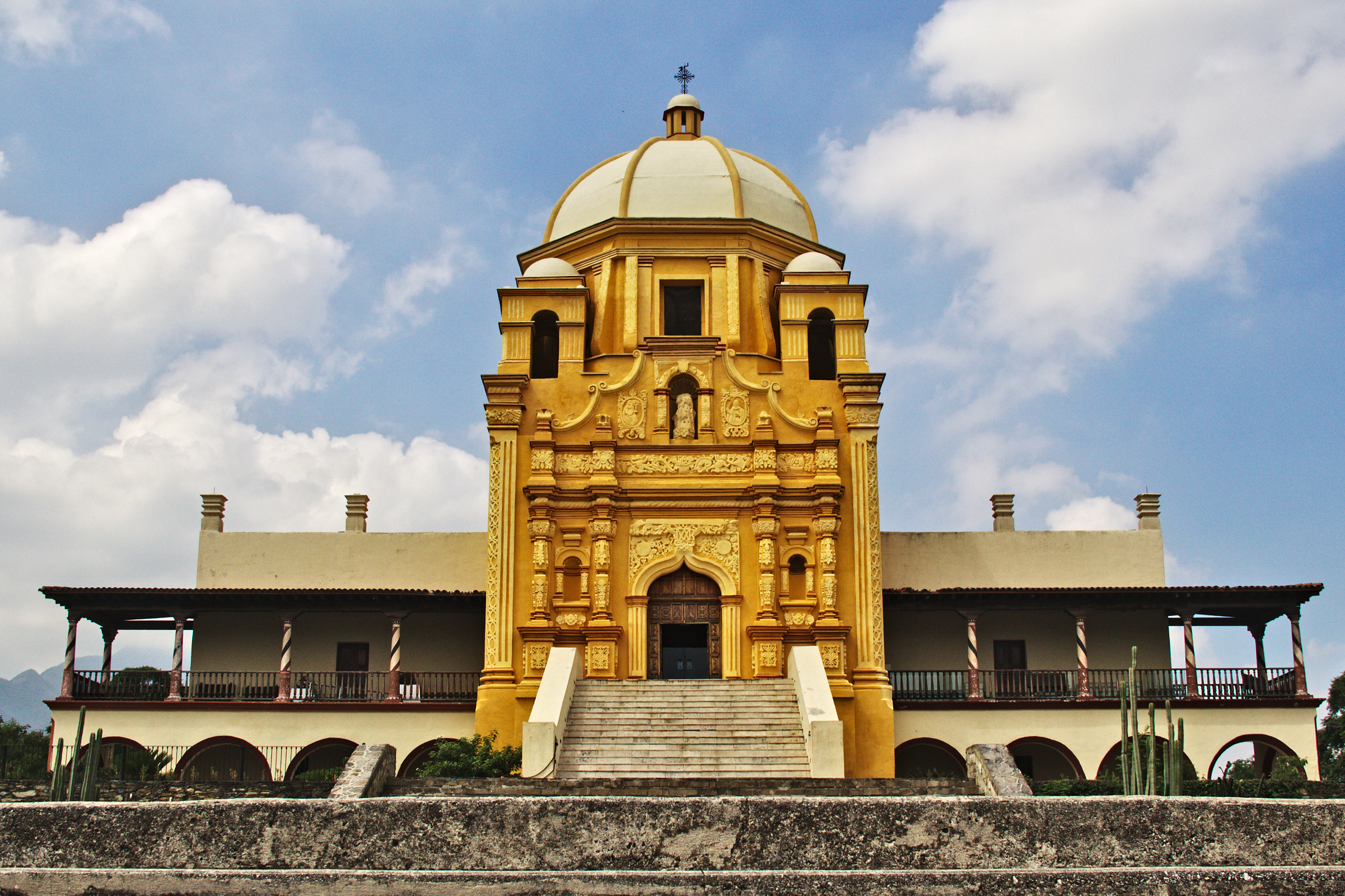
El Obispado.

- El Obispado, conocido también como Museo del Obispado o Museo Regional de Nuevo León originalmente llamado Palacio de Nuestra Señora de Guadalupe, es un edificio virreinal del siglo XVIII ubicado en Monterrey, Nuevo León. Construido entre 1787 y 1788 debido a la iniciativa de Rafael José Verger, segundo obispo de la diócesis de Linares.[74]

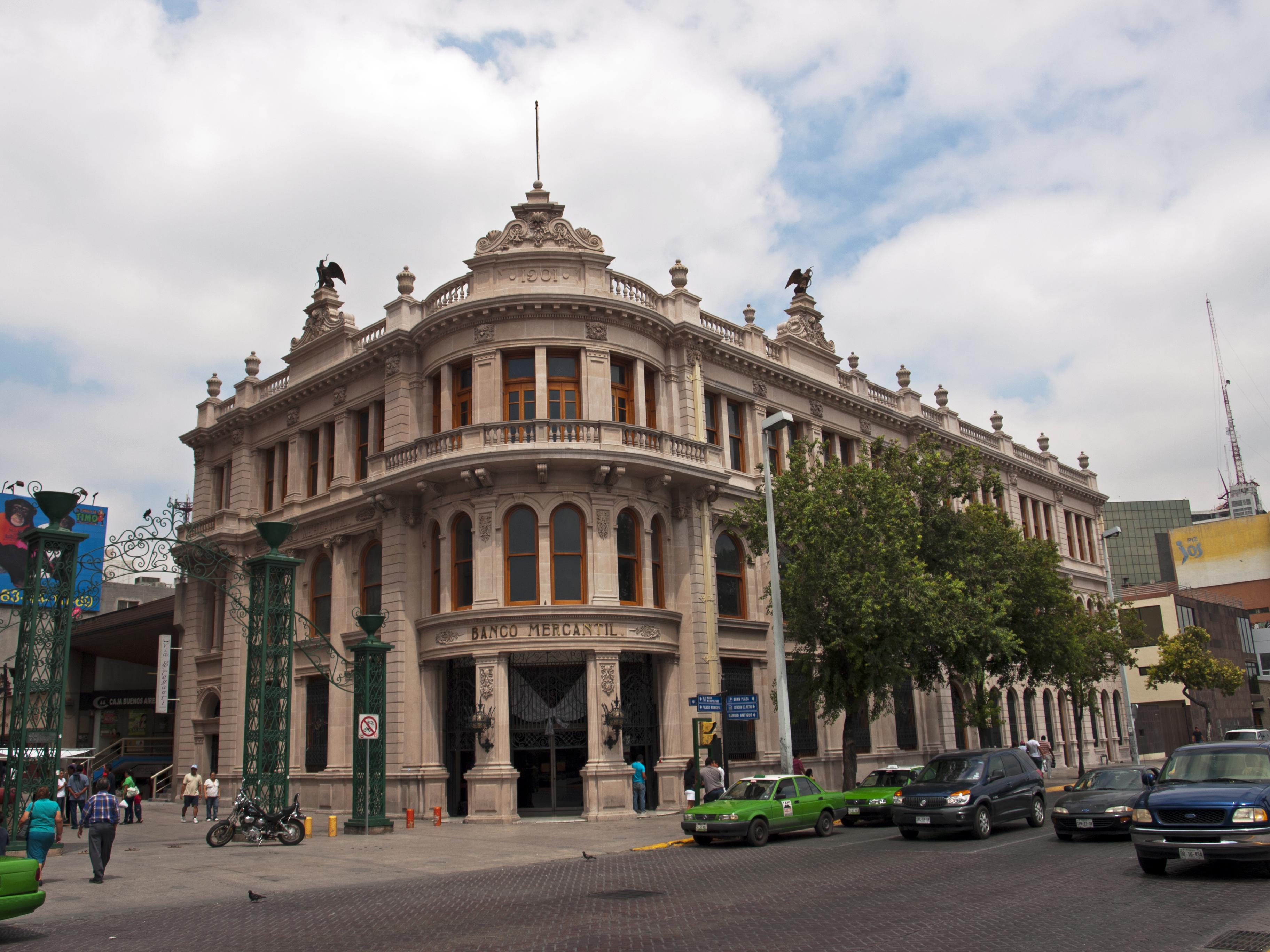
Banco Mercantil.

- Edificio del Banco Mercantil de Monterrey, es un inmueble de estilo academista.[75] Su construcción comenzó el 12 de octubre de 1900 y se inauguró el 31 de diciembre de 1901, Alfred Giles y Compañía fueron los encargados del proyecto.[76] El edificio fue diseñado para ser la sede del Banco Mercantil de Monterrey quien después se transformó en Grupo Financiero Banorte. También prestó servicio de oficinas en arrendamiento para empresas como la Fundidora de Fierro y Acero de Monterrey o el Círculo Mercantil Mutualista entre otros.[77]
- Museo del Palacio de Gobierno, fue inaugurado el 30 de agosto de 2006[78] por el gobernador del estado de Nuevo León, el Lic. José Natividad González Parás. El museo está enfocado a mostrar a la comunidad neoleonesa el pasado histórico y político de Nuevo León en tres marcos principales: sus leyes, su gobierno y su sociedad.
- Antiguo Palacio Federal, es un edificio construido de 1928 a 1929, ubicado al extremo Norte de la Macroplaza, es un inmueble de valor histórico y artístico, que fue la sede de distintas oficinas administrativas de la Federación, posteriormente la ocupó Correos de México, así como diferentes dependencias hasta su posterior rehabilitación en un espacio cultural de participación ciudadana, por el Consejo para la Cultura y las Artes de Nuevo León, en marzo de 2020. Fue considerado el edificio más alto de la ciudad[79]
- Tribunal de Justicia de Nuevo León, es el edificio que alberga al Tribunal de Justicia del estado, se encuentra en la calle Juan Ignacio Ramón sin número, en la colonia Centro de Monterrey.
- Casa del campesino, localizada en Abasolo y Mina, en el barrio antiguo de Monterrey, es el edificio civil más antiguo de la ciudad. En 1932, por órdenes del general Lázaro Cárdenas, entonces presidente de México, se confiscó el inmueble y se le otorgó a la liga de comunidades agrarias, convirtiéndose en la Casa del Campesino.

#### Arquitectura religiosa

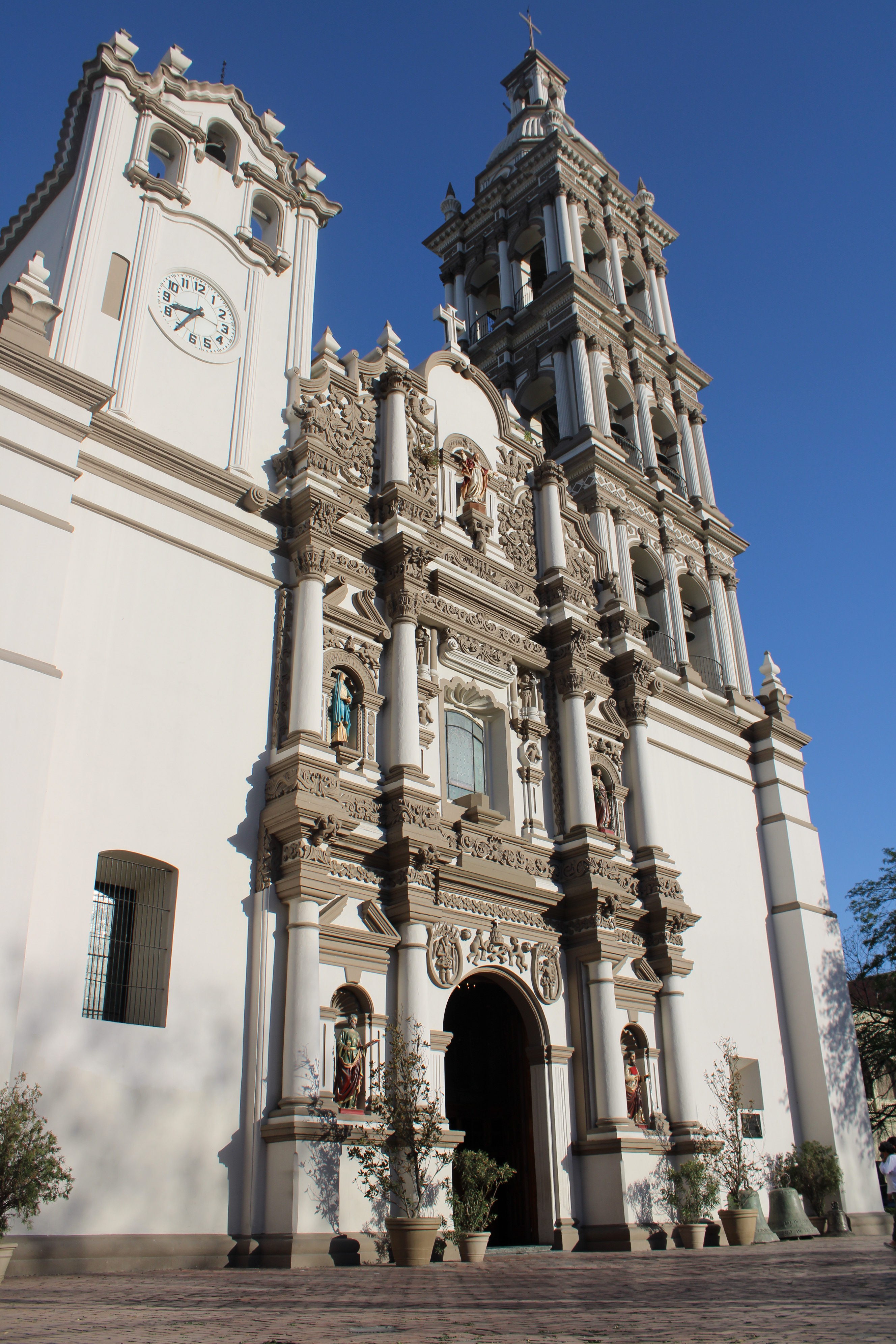
Catedral metropolitana de Monterrey.

- Catedral metropolitana de Monterrey, o Catedral Metropolitana de la Inmaculada Concepción es la sede de la arquidiócesis de Monterrey.
- Capilla de los Dulces Nombres, su construcción se data alrededor de 1830 y fue ordenada por la viuda de José Antonio de la Garza Saldívar, en cumplimiento de una cláusula en el testamento de su esposo. Fue declarada patrimonio nacional el 7 de enero de 1938; en 1945 fue intervenida, sus muros de sillar fueron recubiertos con mortero de arena y cemento. En 1956 se intentó demolerla, sin embargo el plan fue detenido al ser considerada una reliquia. El 11 de mayo de 1985, en una breve ceremonia, el gobierno municipal entregó la capilla al arzobispado de Monterrey y se formó un patronato ciudadano para su cuidado y preservación.
- Santuario de Nuestra Señora de Guadalupe, es una edificación religiosa católica. En su momento fue el punto de encuentro que es hoy la basílica de Nuestra Señora de Guadalupe.
- Templo Expiatorio De San Luis Gonzaga, su construcción inicia en 1898 y se termina en 1923.  Su estilo arquitectónico cuenta con arcos y ventanales, la mayoría ojivales, así como en los pináculos que rematan sus torres se denotan elementos neogóticos (siglo XIX); en Europa, principalmente en Inglaterra, reapareció el gótico, estilo que originalmente tuvo su esplender en Francia en el siglo siglo XII.
- Templo del Sagrado Corazón, es un templo que se consolidó como parroquia el 19 de diciembre de 1894 y pese a que la obra no estaba finalizada, cinco años después inició sus actividades eclesiásticas, fecha en la que se determinó que fuera dedicada al Sagrado Corazón de Jesús.[80]

### Rascacielos
Actualmente, la ciudad de Monterrey vive un boom en la construcción de edificios llamados rascacielos, al ubicarse como cuarta Ciudad de México con mayor número de edificios con altura superior a 100 m. Además, en 2021 se inauguraron las Torres Obispado con una altura total de 305 m, convirtiéndose en el edificio más alto de México y Latinoamérica superando así a la Gran Torre Santiago, está ubicado entre las avenidas Constitución e Hidalgo a un costado de El Obispado.

## Religión
El porcentaje de las distintas religiones en Monterrey es similar al que se registra en el ámbito nacional; casi 88 % son católicos y cristianos, 8,3 % tienen una doctrina distinta y 2,8 % no tienen creencias religiosas.

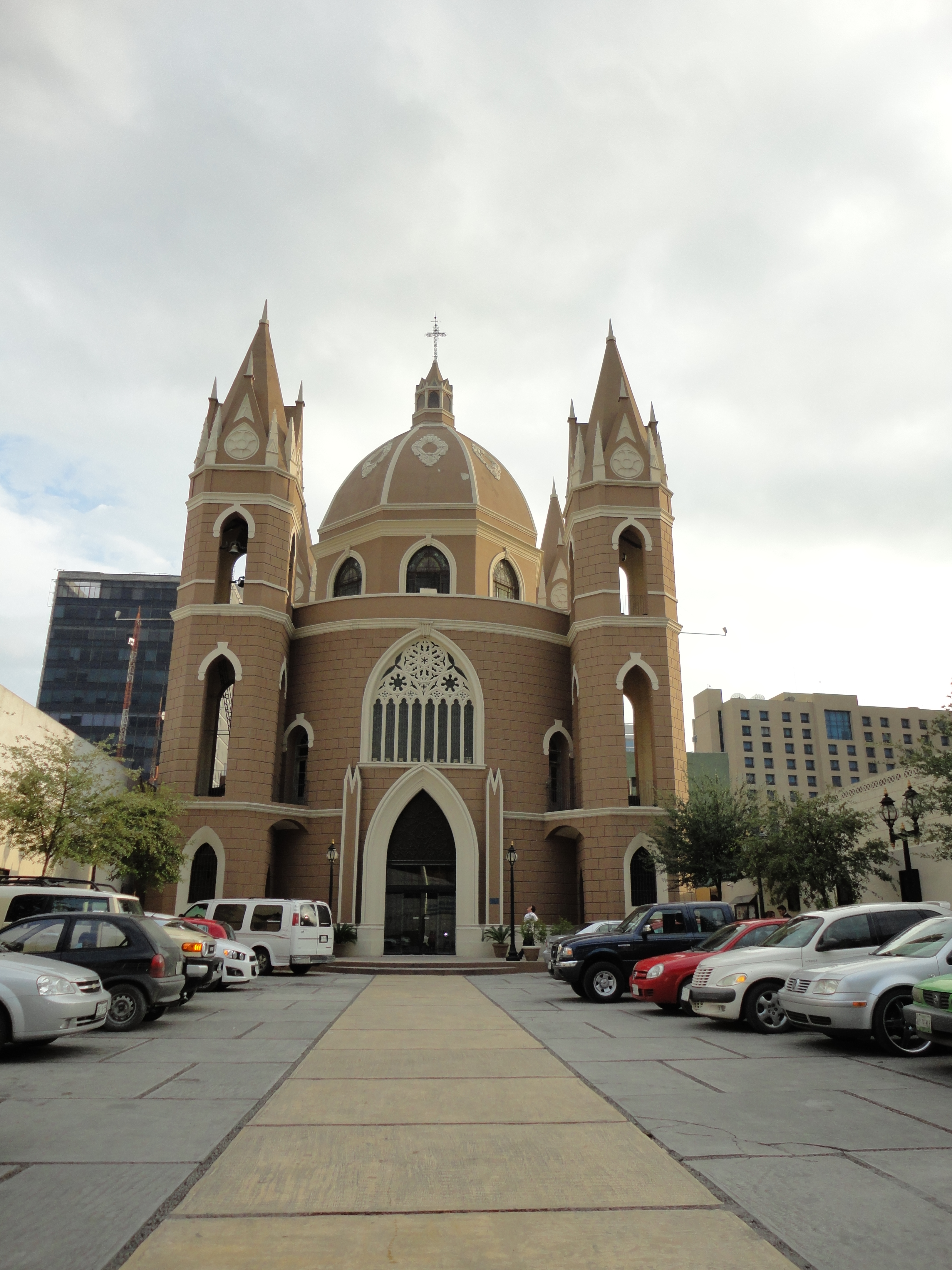
Templo de San Luis Gonzaga

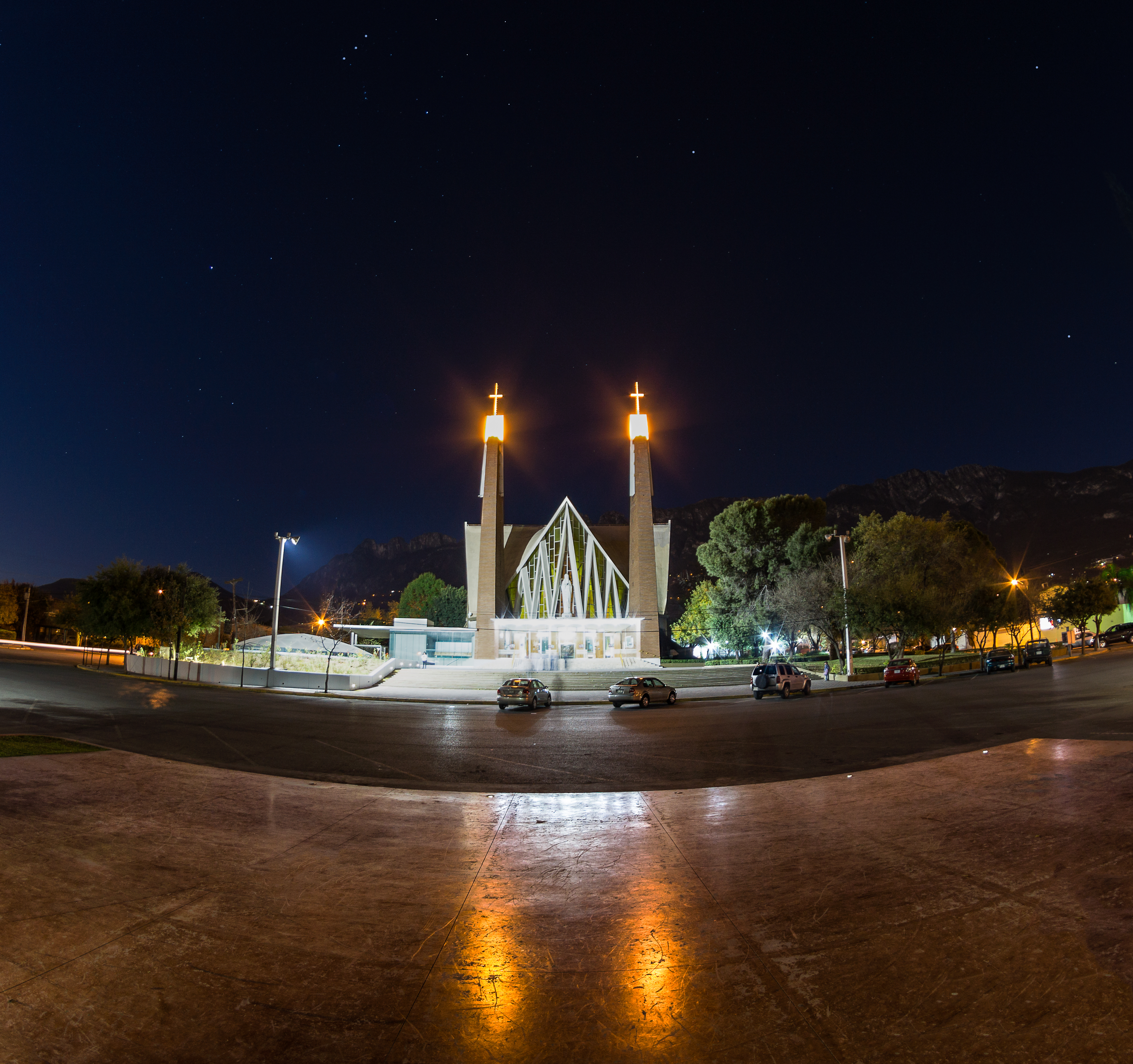
Parroquia y Santuario de Nuestra Señora de Fátima

El comportamiento mostrado a lo largo de 105 años es también similar a los datos nacionales; es decir, hasta 1910 casi 100 % de la población es católica, en 1921 empieza a mostrarse un decremento continuo; y de 1970 a la fecha, la disminución es de casi ocho puntos porcentuales.
Una cuarta parte de los 51 municipios registran un porcentaje de catolicismo superior a 90 por ciento; el indicador más elevado (94,7 %) se registra en Villaldama; los más bajos corresponden a Galeana e Iturbide, con 77 % cada uno.
Las denominaciones protestantes y evangélicas sobrepasan las 211 mil personas, volumen cercano al de la población residente en el municipio de Santa Catarina; un núcleo mayor de 10 000 personas se identifica en Apodaca, General Escobedo, Guadalupe, Monterrey, San Nicolás de los Garza y Santa Catarina, municipios pertenecientes a la zona metropolitana de Monterrey.
Los mormones 9,4 % en el municipio de Montemorelos; en el caso de los testigos de Jehová, los núcleos más importantes corresponden a la zona metropolitana de Monterrey.
El porcentaje de la población sin religión es ligeramente inferior al dato nacional; en los municipios de Galeana e Iturbide su porcentaje es 9,1 % y 8,7 %, respectivamente; entre estos hay continuidad geográfica y limitan con otros municipios cuyo porcentaje de población no religiosa es superior a 5 por ciento.
El crecimiento registrado durante la última década es mayor entre la población no religiosa, con una tasa de 4,5 por ciento; seguido de quienes tienen una creencia no católica que registran 2,9 por ciento; finalmente el menor crecimiento (1,9 %) corresponde a la población católica.
El papa Juan Pablo II viajó a México en cinco ocasiones en las cuales visitó Monterrey en las primeras dos: su primera visita fue en 1979 y su segunda visita en 1990.

## Cultura, arte y entretenimiento
Los orígenes históricos de la cultura de la ciudad y del estado de Nuevo León se remontan a la época en que llegaron los primeros colonos europeos, principalmente de España y Francia, país del que se conservan muchas tradiciones culturales, artísticas, gastronómicas y étnicas, y sobre todo de los criptojudíos de origen sefardíta que se asentaron en lo que se conocía como el Nuevo Reino de León en los tiempos de la colonia.
La imagen industrial de esta ciudad hace que para muchos pase desapercibida o ignorada la aportación de hombres y mujeres —regiomontanos y avecindados— a la cultura mexicana. Descuella en la literatura el bien llamado "Regiomontano Universal" Alfonso Reyes, quien llegó a ser miembro numerario de la Academia Mexicana de la Lengua.
El teatro en la ciudad de Monterrey tuvo sus inicios gracias a la Universidad Autónoma de Nuevo León, poniendo a disposición de jóvenes talentos regiomontanos sus instalaciones como el desaparecido Teatro Mayo y el Aula Magna. Sin embargo, en la última década ha venido aumentando sostenidamente el número de obras locales, nacionales e internacionales que se presentan en los escenarios de la ciudad, particularmente el Teatro de la ciudad, Teatro Luis Elizondo, auditorio San Pedro, Teatro del IMSS y Teatro de la ciudad de San Nicolás de los Garza.
La biblioteca Central Fray Servando Teresa de Mier del estado de Nuevo León, se encuentra cerca de la macroplaza. En este edificio se engloban las artes y, en particular, lo orientado a la literatura. Cuenta con área de lectura, auditorio, sala para invidentes, sala infantil, entre otras; en el auditorio suelen impartirse cursos relacionados con actividades artísticas para todas las edades, también en este lugar se organizan eventos de festividades cívicas, presentaciones de libros, convivencias, galerías de arte e inauguraciones.
Monterrey es una ciudad que cuenta con importantes museos, sin diferenciar a los artistas consagrados de las nuevas generaciones. Entre los museos que destacan están: Museo de Arte Contemporáneo (MARCO), Museo de Historia Mexicana, Museo del Palacio de Gobierno, Museo Del Noreste, Museo de la Fauna y Ciencias Naturales, Museo del Vidrio, Museo Regional de Monterrey y El Salón de la Fama del Béisbol Profesional de México. Además la Casa de la Cultura de Nuevo León, Centro de las Artes y la Pinacoteca Colegio Civil.
La arquitectura colonial está apenas presente en la ciudad pero existen edificios del siglo XIX y del principios del XX como el Banco Mercantil, la Reinera, el Hotel Ancira, la capilla de los Dulces Nombres y el antiguo colegio del Sagrado Corazón, hoy Escuela Superior de Música y Danza de Monterrey, así como algunos ejemplos de arquitectura moderna, como el Condominio Acero y la Iglesia de la Purísima.
Las expresiones de arte callejero y vida bohemia son escasas aunque últimamente (2005-2009) han tenido un cierto auge. En el llamado "Barrio Antiguo" se está intentado sembrar el germen de este tipo de cultura urbana en el denominado "Corredor del Arte" y teniendo variados museos de primer nivel.
En los últimos años el festival CALLEGENERA, ha sido punta de lanza en el impulso y promoción de las expresiones de arte urbano, a través de este se da cabida a exposiciones colectivas, de grafiti, fotografía y arte urbano en diversos soportes. El festival es organizado por CONARTE cada año entre el mes de junio y julio.
Llegando por primera vez a América, Monterrey fue sede del Fórum Universal de las Culturas en 2007 con récord de asistencia (más de 4 millones de visitantes), lo que probó que esta ciudad tiene una excelente capacidad para eventos internacionales de tal magnitud.

### Museos

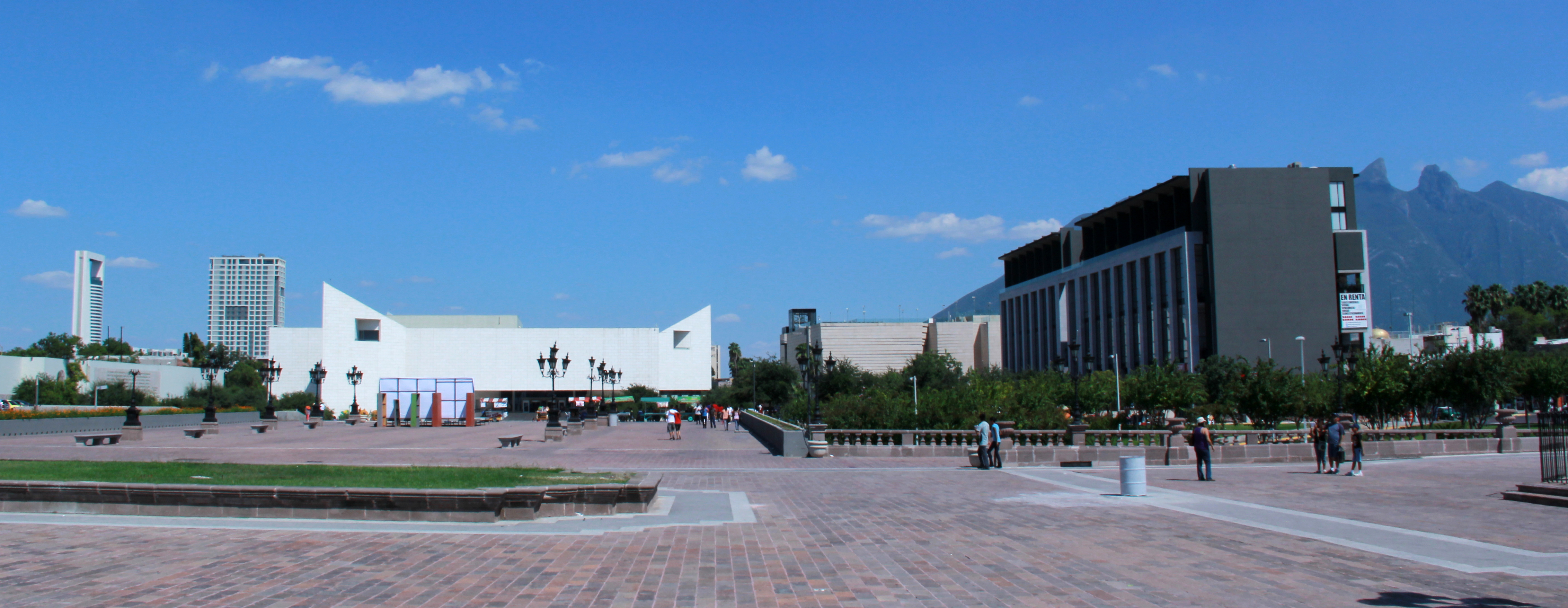
Panorama del Museo de Historia Mexicana y el MUNE

- Museo Regional de Historia en el Palacio del Obispado: también conocido como Museo del Obispado, es un museo ubicado en lo que fuera la residencia del obispo Fray Rafael José Verger en la cima del cerro del Obispado.[84]
- Museo de Arte Contemporáneo: Tiene exposiciones de arte moderno internacional, en su interior existen muchas obras de artistas reconocidos europeos, canadienses y de Latinoamérica. En este museo también existen obras en pinturas abstractas, obras tridimensionales, obras con holografías, obras en vivo, entre otros.[85]
- Museo de Historia Mexicana: cuenta con una sala de exposición permanente y varias salas de exposiciones temporales con tecnología multimedia.
- Museo Metropolitano de Monterrey: antiguo palacio municipal. Los antecedentes de este edificio se remontan al nacimiento de Monterrey, cuando el primer cuerpo edilicio fue formado por Diego de Montemayor, asignándosele el terreno en 1612.
- Museo Del Noreste: el más reciente de los museos.[86]
- Museo del Acero: Ubicado en Fundidora, este horno actualmente es un museo con restaurantes, antes este museo era una empresa de fundición de acero, considerada la más importante de América Latina, en 1903 en Fundidora justo en el horno 3 se crearon los primeros rieles de metal de toda América Latina.
- Museo del Vidrio: localizado en la planta industrial de la más importante vidriera de Monterrey, cuenta con una exposición con obras de este material, además de exposiciones temporales muy interesantes.

## Música
Antonio Tanguma Guajardo (1903-1989), célebre compositor icono de la música mexicana regional norteña, es el primer compositor e intérprete de este género, reconocido mundialmente con más de 200 composiciones y ganador de 15 Discos de Oro. Es el padre fundador e iniciador de la música norteña, además de creador del primer grupo norteño, donde interpretara canciones importantes de su autoría para el género como: El cerro de la Silla, Evangelina y De China a Bravo; además de componer e interpretar polkas, huapangos, redovas, chotis y corridos norteños. Continuaron su legado el hijo de Antonio, Gustavo Tanguma, con su grupo "Tanguma Show", y su nieto Jesús Antonio Tanguma, más conocido como Antonio Tanguma Jr, destacado compositor y arreglista, y reconocido en su momento como uno de los mejores acordeonistas del mundo.
Han surgido grupos muy famosos a nivel internacional como: Ramón Ayala, Bronco, Grupo Límite, Grupo Pesado, Grupo Costumbre, Los Herederos de Nuevo León, Los Invasores de Nuevo León, Los Cardenales de Nuevo León, Grupo El Plan, Grupo La Firma, Carlos Y José, Los Cadetes de Linares, Luis y Julián, Los Gorriones del Topo Chico, Liberación, Los Montañeses del Álamo, entre otros.
La ciudad cuenta con la Sinfónica de la UANL y el Ballet de Monterrey, dos organizaciones que han comenzado a captar el interés regional y nacional por la calidad de sus interpretaciones y que ahora son de prestigio mundial.

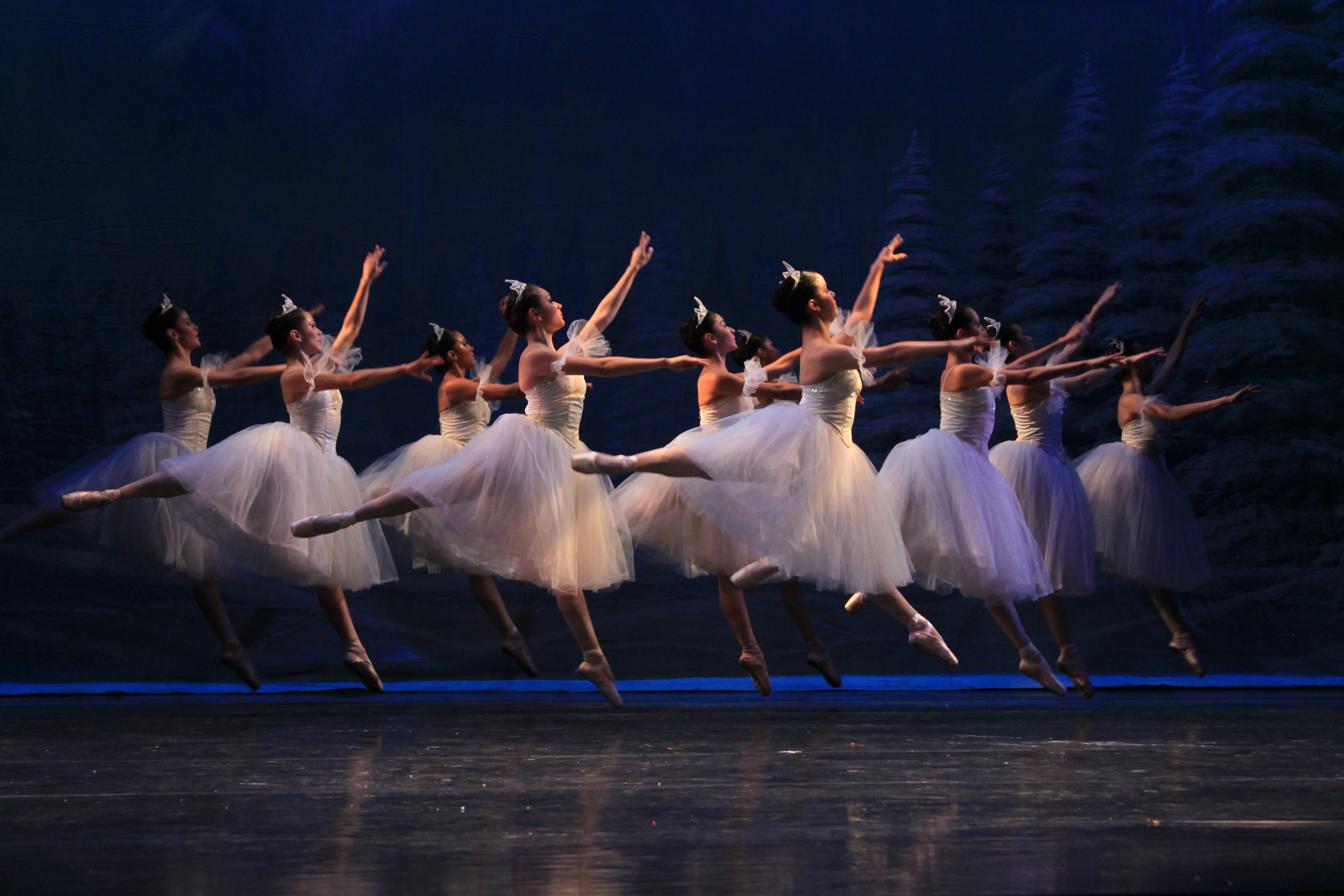
Ballet de Monterrey

El vallenato, género musical autóctono de Colombia, es muy popular entre los habitantes de las colonias marginales de Monterrey desde los años 60´s, cuando es introducido a la ciudad junto al porro y la cumbia (esta última, aportando al nacimiento de la música grupera). A finales de los años 90´s, empezó su expansión y popularidad al resto de la sociedad regiomontana y su zona metropolitana; aun así, existen habitantes en la ciudad que califican el vallenato, despectivamente, como música de clases populares. Tan importante es la aceptación que tiene el vallenato en Monterrey y sus alrededores (sobre todo el vallenato romántico) que en la actualidad se realizan anualmente dos festivales dedicados a este género musical de la Costa Caribe colombiana, con reconocidos artistas y compositores colombianos del género vallenato como invitados especiales: El Festival Vallenato de México (sucesor del Festival Internacional Vallenato, realizado entre 2007 y 2017) y el Festival Voz de Acordeones; en este último, el ganador representa a México en el Festival de la Leyenda Vallenata de Valledupar, Colombia, motivando la interpretación del acordeón entre los músicos regiomontanos; algunos con reconocimiento nacional e internacional como lo fue Celso Piña, intérprete de cumbia mexicana. La popularidad del vallenato en Monterrey hizo que se popularizara también en Saltillo, capital del vecino Estado Coahuila, y en su zona metropolitana debido a la cercanía entre estas dos ciudades, distanciadas a casi una hora por carretera.
La Cumbia rebajada nace en Monterrey y comienza a tener una aceptación muy grande particularmente en las colonias marginadas y posteriormente en más ciudades del norte de México y el sur de Estados Unidos.
El Hip Hop en Monterrey también tuvo un gran impacto, como en el resto del país, debido a una gran cantidad de artistas y grupos que se formaron en la ciudad, entre ellos: Control Machete, Cartel de Santa, El Gran Silencio Kodigo 36, Mente en Blanco, Underside821, THR, Soldados del Reyno y Low Barrio, entre otros.

## Educación

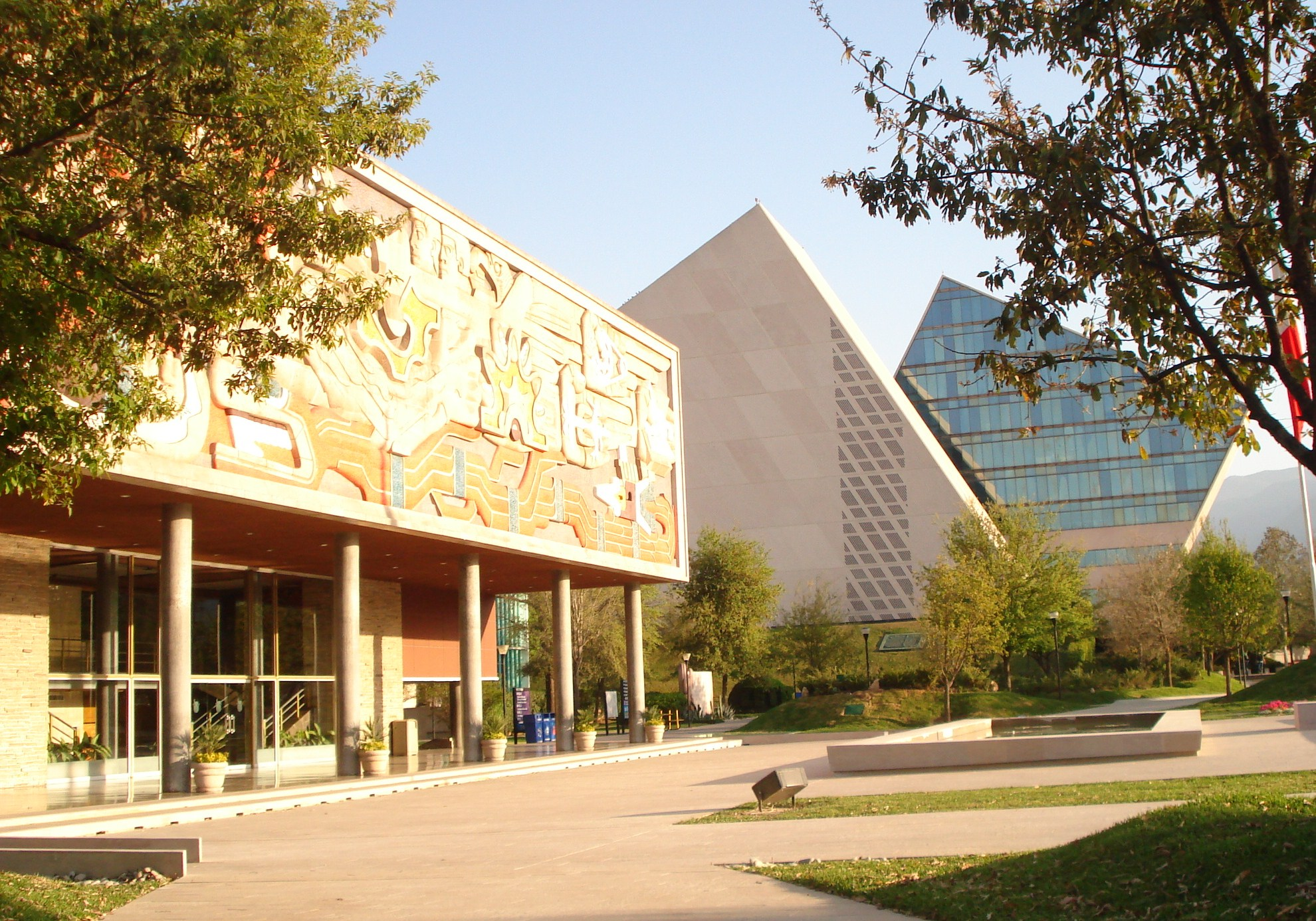
Instituto Tecnológico y de Estudios Superiores de Monterrey.

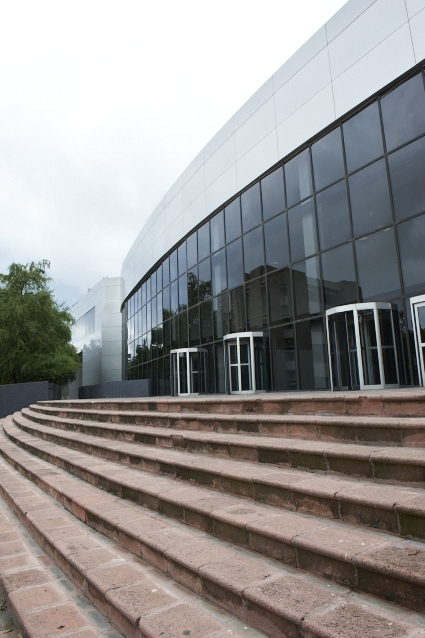
Centro estudiantil

Monterrey y su área metropolitana cuentan con la Universidad Autónoma de Nuevo León (UANL) que es la universidad pública más grande y reconocida del norte del país. Cuenta con un campus principal, conocido como la Ciudad Universitaria, y cuatro campus adicionales en todo el estado de Nuevo León. La ciudad de Monterrey es sede de otras universidades como: Universidad Regiomontana (U-ERRE) Ubicada en el centro de la ciudad promoviendo la activación de la Zona Centro del Municipio con un Campus Urbano, Universidad de Monterrey (UDEM) y el Instituto Tecnológico y de Estudios Superiores de Monterrey (ITESM coloquialmente conocida como el Tec de Monterrey).

Monterrey cuenta con el Instituto Tecnológico y de Estudios Superiores de Monterrey (ITESM) considerada una de las 10 mejores universidades de toda América Latina, ubicada en el séptimo lugar y segunda en México. 
- Instituto Tecnológico y de Estudios Superiores de Monterrey (ITESM)
- Universidad Autónoma de Nuevo León (UANL)
- Universidad de Monterrey (UDEM)
- Universidad Regiomontana (U-ERRE)
- Instituto Tecnológico de Nuevo León (ITNL)
- Universidad Tec Milenio (UTM)
- Universidad del Valle de México (UVM, antes Unitec Cumbres)
- Universidad Metropolitana de Monterrey (UMM)
- Universidad Interamericana del Norte (UIN)
- Universidad del Norte (UN)
- Universidad de Nueva Extremadura (UVNE)
- Universidad Emiliano Zapata (UNEZ)[89]
- Universidad Iberoamericana Centro de Extensión Monterrey[90]

Hoy en día, la ciudad de Monterrey, en la búsqueda de ciudad del conocimiento, ha incursionado en la investigación científica. Esto se reafirma con la recientemente inaugurada Unidad Monterrey del Centro de Investigación y de Estudios Avanzados, (CINVESTAV) del Instituto Politécnico Nacional (IPN), el cual es considerado uno de los centros de alta investigación más importante de América Latina y cúspide de la investigación mexicana.

### Bibliotecas
La biblioteca Central Fray Servando Teresa de Mier, localizada dentro del conjunto urbanístico de la Macroplaza, la Capilla Alfonsina, de la Universidad Autónoma de Nuevo León, ubicada en Ciudad Universitaria, y la biblioteca universitaria Raúl Rangel Frías, que ocupa un área de 7000 m² del parque Niños Héroes, son los principales acervos bibliográficos de la ciudad.
| Categoría                                                   | Preescolar | Primaria | Secundaria | Bachillerato | Técnico |
| Escuelas                                                    | 347        | 452      | 194        | 71           | 170     |
| Alumnos                                                     | 31 817     | 132 418  | 64 322     | 36 743       | 26 091  |
| Docentes                                                    | 1 244      | 5 000    | 4 237      | 2 670        | 1 718   |
| Fuente: Enciclopedia de los Municipios de México: Monterrey |            |          |            |              |         |

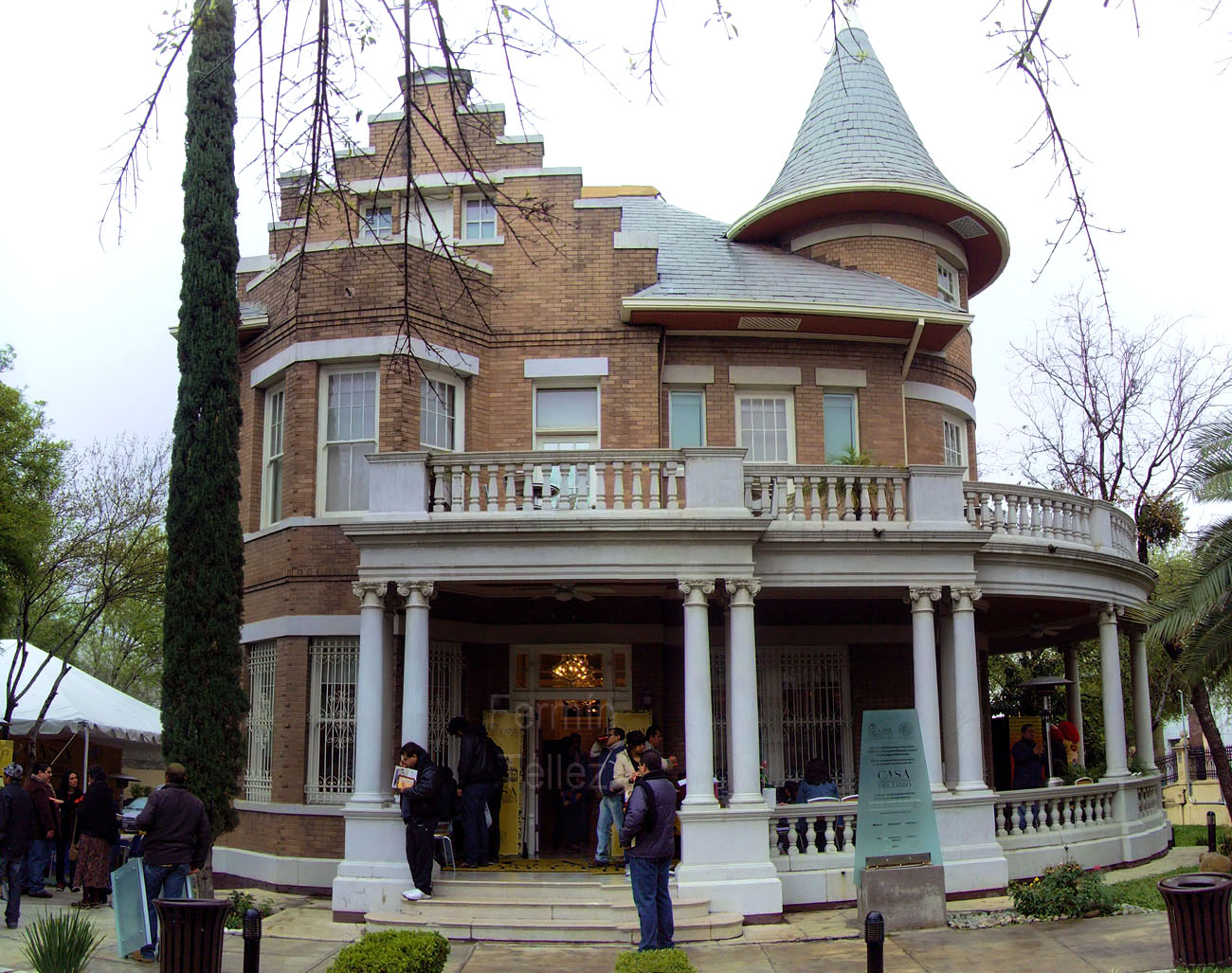
Casa Universitaria del Libro de la UANL

También destacan la biblioteca especializada del Museo de Historia Mexicana, y en literatura la biblioteca Alfredo Gracia Vicente de la Casa de la Cultura de Nuevo León.
Así mismo, en el parque Fundidora, donde antes solía ser la fábrica de ruedas, oxígeno y fundición del bronce, se localiza "Niños CONARTE", una biblioteca para niños fundada en el 2013 que se caracteriza por ser un espacio lúdico, de sensibilización y aprendizaje para niños, padres de familia, comunidad educativa y formadores de cultura infantil con un acervo de más de 4,900 libros sobre literatura infantil para todas las edades.

## Gastronomía

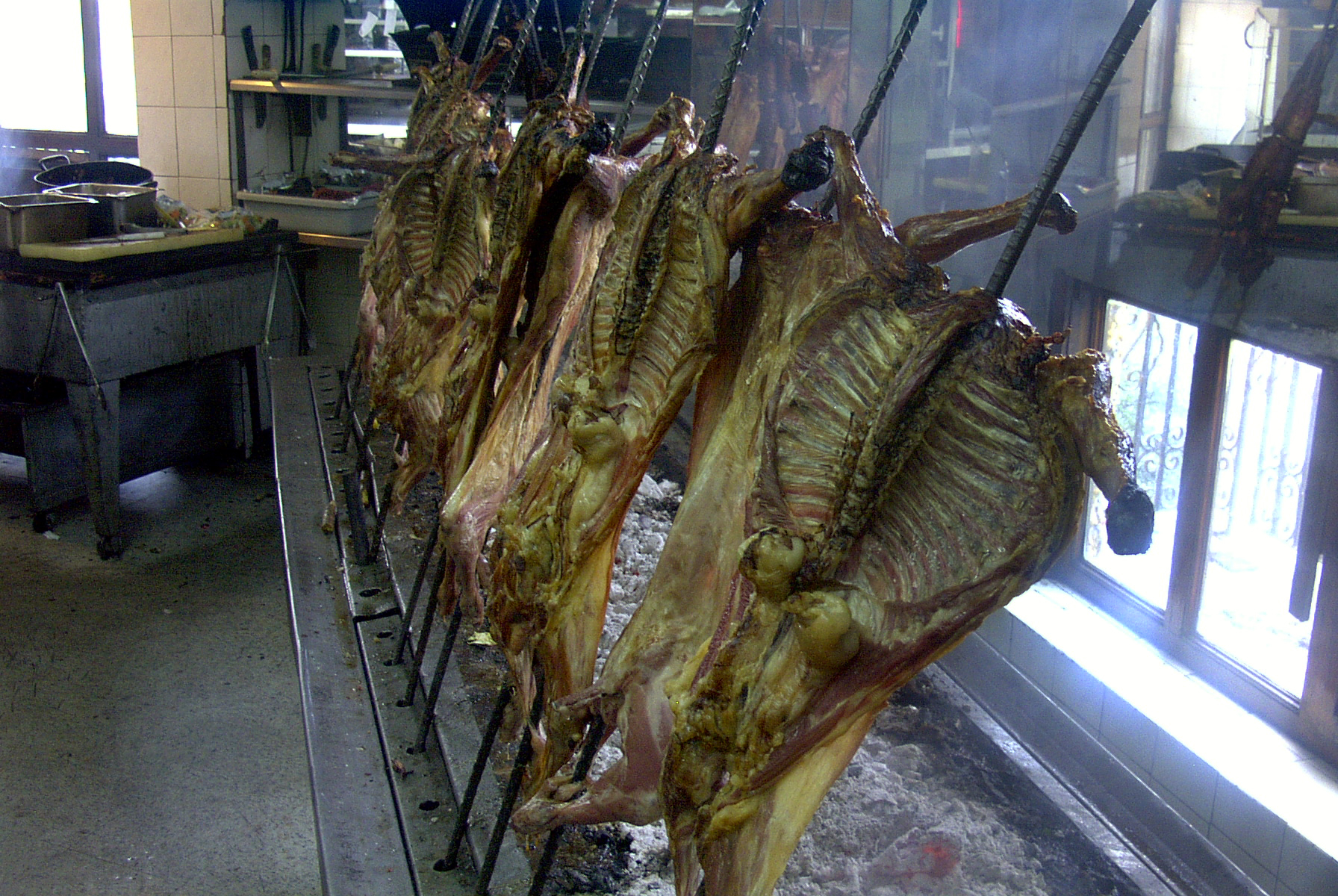
Cabrito al pastor

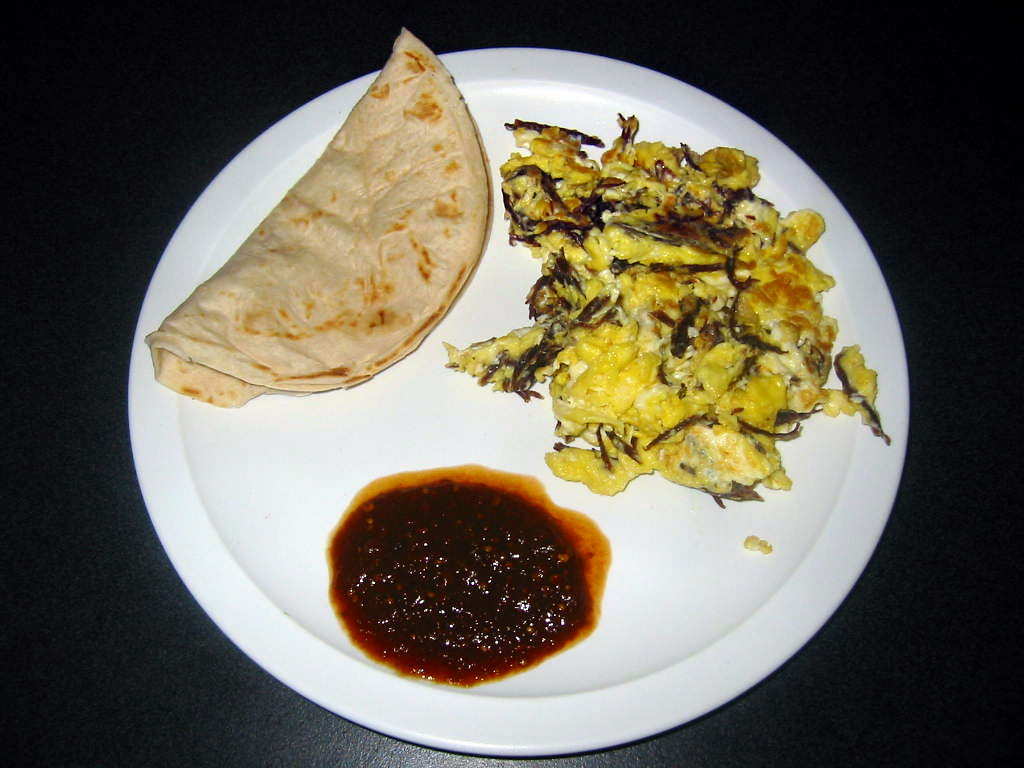
Machacado con huevo

La gastronomía de Monterrey y zonas aledañas, tiene una marcada influencia de la cocina judía sefardí tradicional —entre los fundadores de la ciudad se sabe en su mayoría eran cripto-judíos como Luis de Carvajal y de la Cueva y su familia— así como también germanas y eslavas que son muy notables en la ciudad.[cita requerida]
La típica cocina de Monterrey incluye el machacado con huevo, un plato preparado con carne seca de res, huevos, y en ocasiones salsa picante. Uno de los cortes es la arrachera, particular del estado. Típicamente son los hombres los que la preparan.
El postre de capirotada llevado por la comunidad sinaloense en Monterrey, preparado de pan, queso, pasas, cacahuate y piloncillo.[cita requerida]
Otros platillos típicos de la región son el cabrito asado, al pastor y en salsa, lechón al ataúd, el borrego a la griega, el pollo violado (también llamado pollo a la cerveza), machitos (creados de viseras de cabrito), el cortadillo, el atropellado, la discada, una gran variedad de carnes asadas, tortillas de harina, diversos postres como conserva de naranja, dulces de leche quemada, rollo de guayaba, jamoncillos y nueces garapiñadas, glorias, así como un gran surtido de frutas deshidratadas y enchiladas y una variedad de cervezas.[cita requerida]

## Zonas y sectores de la ciudad

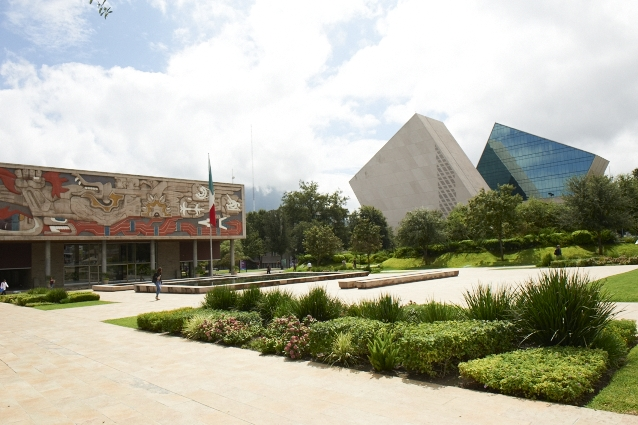
Tecnológico de Monterrey

Algunas de las zonas y sectores de Monterrey son los siguientes:
- Centro
- Cumbres
- Satélite
- Florida
- Brisas y Contry
- Barrio Antiguo
- Tec
- San Jerónimo
- Mitras
- Niño Artillero
- San Bernabé
- Moderna
- Independencia
- Las Quintas
- San Rafael
- Dos Ríos
- Solidaridad
- Guadalupe
- Santa Catarina

### Centro
Considerado el primer cuadro de la ciudad, el centro alberga varias oficinas corporativas establecidas en la ciudad y una gran cantidad de tiendas comerciales y restaurantes. Los puntos más relevantes del centro son la Macroplaza, el paseo comercial Morelos, el museo Marco, etc.

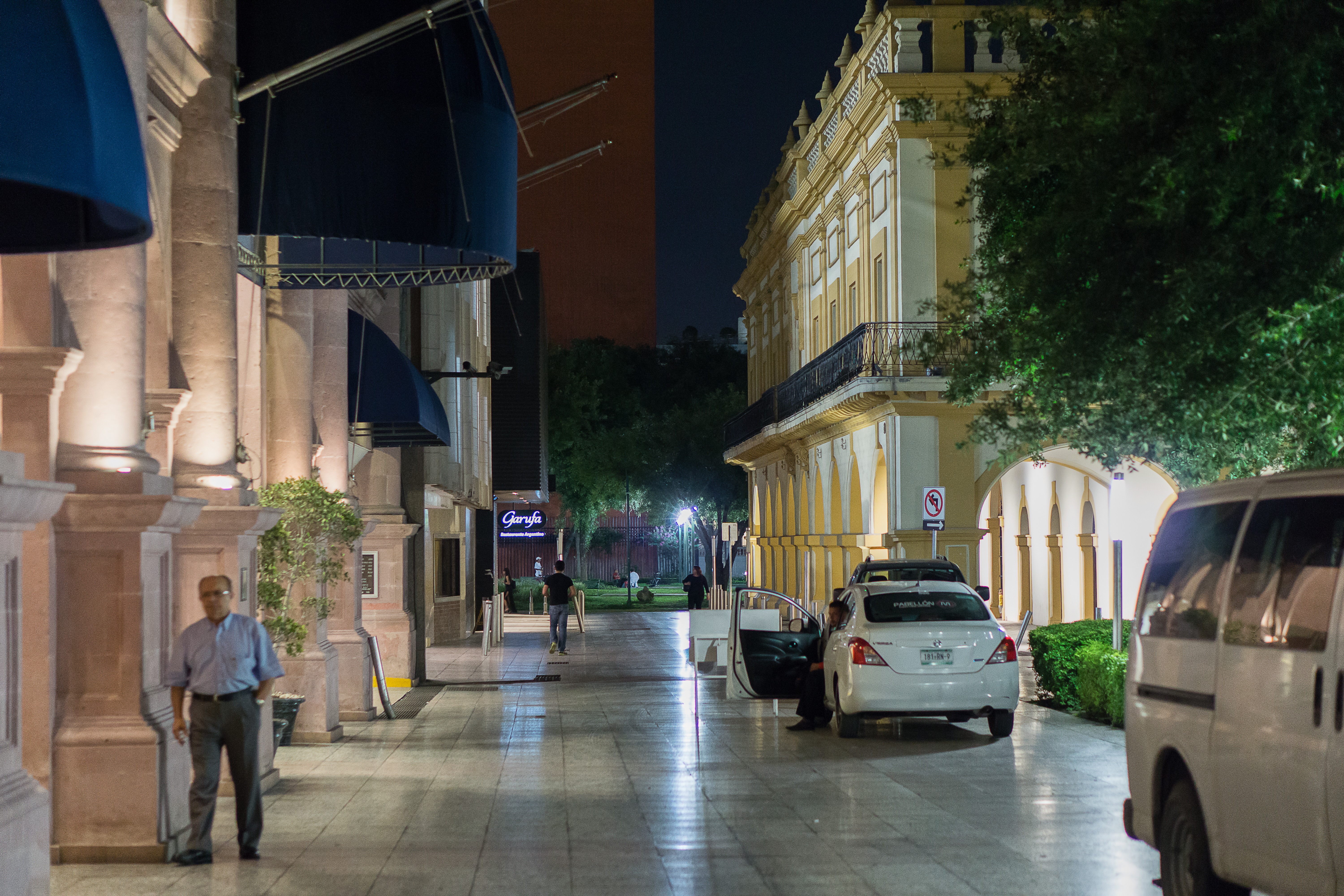
Centro de Monterrey

### Zona Tec
Este sector comprende los alrededores del Tecnológico de Monterrey (ITESM), siendo un sector tanto comercial como residencial. Algunas colonias conocidas de este sector son la Col. Altavista y la Col. Roma, y en cuanto a comercio destacan varias plazas comerciales y hasta un hotel.

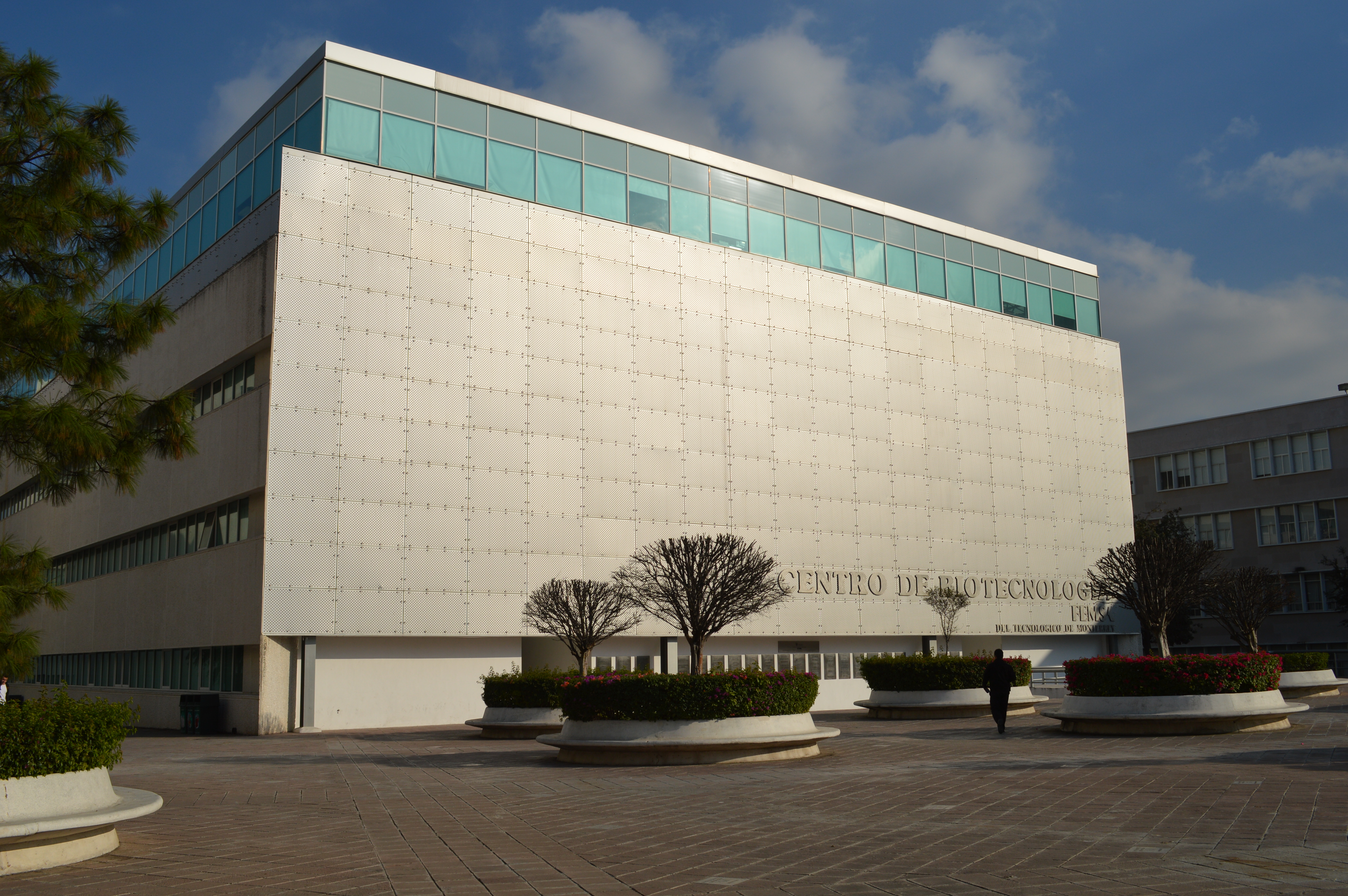
Centro de Biotecnología Monterrey

Es conocida por su avenida Garza Sada, una de las avenidas más concurridas de la ciudad y por albergar al Estadio Tecnológico de Monterrey en el cual es el estadio del equipo de fútbol americano Los Borregos Salvajes del TEC.

### Barrio antiguo

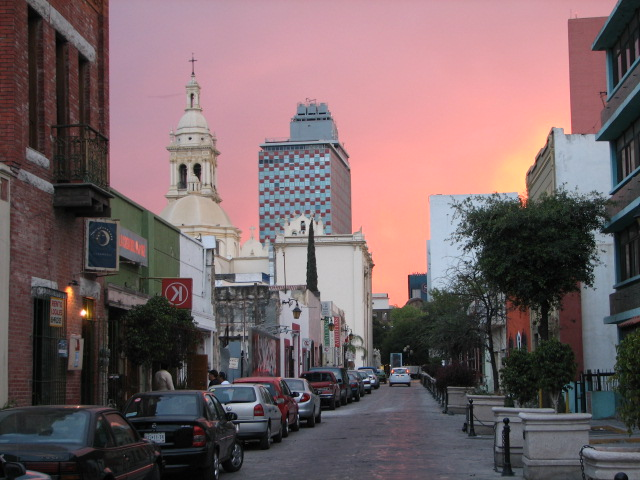
Centro de Monterrey

Este es uno de los sectores más antiguos de Monterrey, que data del siglo XVIII, y que está próximo al centro de la ciudad. Aquí se ubican viejas casonas, construidas en su mayoría de sillar, y algunas de sus calles importantes se encuentran empedradas. Anteriormente el barrio Antiguo se le había hecho un enfoque en ser un gran centro nocturno donde predominaban los bares y antros, pero debido a la inseguridad de los últimos años, la vida nocturna en el mismo fue decayendo hasta ya quedar muy pocos bares y algunos restaurantes. Actualmente se encuentra en proceso de rehabilitación para darle un enfoque familiar y turístico.

### San Jerónimo
Es un sector residencial que se encuentra al poniente de la ciudad. Actualmente combina desarrollos de baja y mediana densidad, tanto residencias como departamentos, y destaca en su cercanía el Liverpool o Galerías Monterrey. Debido a su cercanía con la avenida Gonzalitos, a veces resulta difícil y tardado en transitar hacia este sector, debido a que Gonzalitos se congestiona en horas pico. No obstante, en algunas zonas de este sector se cuenta con panorámicas vistas de Monterrey.

### Mitras
La zona de Mitras está formada por tres colonias circunvecinas: Mitras Norte, Mitras Centro y Mitras Sur. El área está ubicada al poniente de la ciudad justo a las afueras de la zona Centro de Monterrey. Fueron unas de las primeras colonias residenciales de la ciudad y comenzaron a popularse a principios de la década de 1940. La avenida Gonzalitos y paseo de los Leones son 2 de las principales vialidades que recorren estas colonias por lo que la hacen una zona con mucho tráfico y céntrica.
Otros sectores son:
- Sector Cumbres
- San Bernabé
- Unidad Modelo
- La Estanzuela
- La Ferrocarrilera
- Ciudad Solidaridad
- La Alianza
- Los Cedros

## Transporte

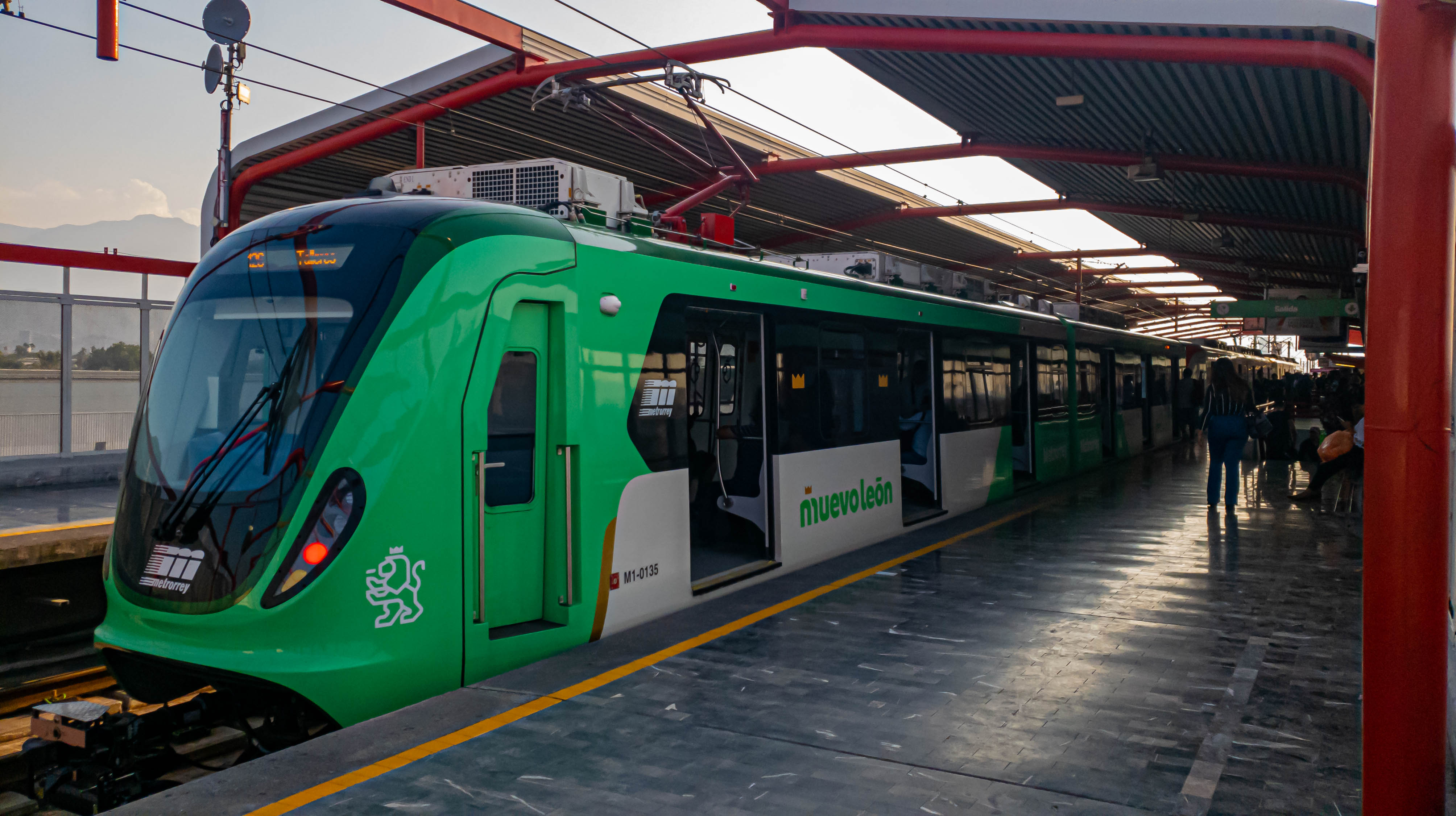
Vagón del metro de Monterrey

En cuanto a infraestructura de transporte se encuentra comunicada por autopistas con la frontera con los Estados Unidos (autopistas a Nuevo Laredo y a Reynosa), al Golfo de México (carretera Panamericana) y al resto del país (troncales Saltillo-Torreón-Mazatlán y Matehuala-San Luis Potosí-León Guanajuato-Ciudad de México). Cuenta con servicio de carga por ferrocarril hacia la ciudad y puerto de Tampico y otras zonas del país.

### Transporte urbano
A medida que la ciudad se desarrolla el transporte urbano se convierte en un problema creciente para la población por eso se han adecuado las vías de este servicio público tomando como base y ejemplo la infraestructura de ciudades más avanzadas.

#### Metrorrey y Ecovía

Sistema de Transporte Colectivo Metrorrey
La ciudad tiene un sistema de 3 líneas de metro en funcionamiento.
- La línea 1 cuenta con 19 estaciones que van de Poniente a Oriente pasando por el centro de la ciudad. La línea 1 tiene conexión con la línea 2, en la estación Cuauhtémoc; en la línea 1 del Ecovía, en la estación Mitras, y con la línea 3, en la estación Félix U. Gómez. Todas las estaciones son elevadas, a excepción de la estación terminal Talleres que es superficial. La estación cuenta con enlaces al:
  - MetroBús: en las estaciones San Bernabé, Mitras, Hospital, Cuauhtémoc, Félix U. Gómez, "Y" Griega y en la estación terminal Exposición.
  - Transmetro: en la estación Talleres (Con las rutas Talleres-No Reelección, Talleres-Cabazada-Alianza, Talleres-Julio A. Roca), en la estación Parque Fundidora (Con el transmetro Ciudadano, que tiene conexión con la línea 2 en la estación General Zaragoza) y en la estación Exposición (Con la ruta Exposición-México).
  - Metroenlace: en las estaciones Cuauhtémoc y Exposición.

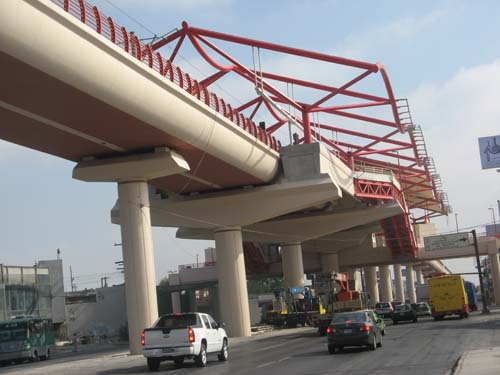
Estación Anáhuac (durante su construcción)

- La línea 2 cuenta con 13 estaciones que van de Norte a Sur pasando por el centro de la ciudad. La línea 2 tiene conexión con la línea 1, en la estación Cuauhtémoc; y con la línea 3 en la estación General Zaragoza y con la línea 1 del Ecovía en la estación Regina. Esta línea tiene un tramo subterráneo desde la estación General Zaragoza hasta la estación Regina y un viaducto elevado desde la estación Niños Héroes hasta la estación Sendero. La estación cuenta con enlaces al:
  - MetroBús: en la estación Cuauhtémoc.
  - Transmetro: en la estación General Zaragoza (con el transmetro ciudadano, teniendo enlace con la estación parque Fundidora (Monterrey Metro)) y en las estaciones San Nicolás y Sendero que forman la Zona Norte. En la Zona Norte (se encuentran los municipios de San Nicolás de los Garza y General Escobedo) hay 5 rutas de Trasmetro (en la estación San Nicolás hay dos rutas las cuales son: San Nicolás-Las Puentes y San Nicolás-Santo Domingo; y en la estación Sendero hay tres rutas las cuales son: San Nicolás-Apodaca, Escobedo-Monterreal, Escobedo-Fomerrey 9).
  - Metroenlace: en las estación Cuauhtémoc.
- La línea 3 cuenta con 9 estaciones que van desde el barrio Antiguo hasta el Hospital Meropolitano teniendo una distancia total de 7.5 km. Cuenta con una conexión con la línea 1 en la estación Félix U. Gómez y con la línea 2 en la estación Zaragoza. Todas las estaciones son elevadas a excepción de la estación Zaragoza que es subterránea. La línea cuenta con enlaces a:
  - MetroBús: en la estación Félix U. Gómez.
  - Transmetro: en las estaciones General Zaragoza (con el transmetro ciudadano, teniendo enlace con la estación parque Fundidora (Monterrey Metro)) y Hospital Metropolitano (con las rutas Hospital Metropolitano-López Mateos, Hospital Metropolitano-Diego Díaz de Berlanga y Hospital Metropolitano-Rómulo Garza) dando un total de 62 km.

### Métodos de Pago para el Sistema Metrorrey
El 23 de abril del año 2020, el pago en efectivo para Metrorrey fue oficialmente erradicado dando como única opción el pago digital por medio de tarjetas inteligentes llamadas MIA. Para obtener esta tarjeta, hay que ir a cualquier estación del metro, dirigirse a las máquinas rojas y pagar un total de $20 mxn para obtenerla. Para recargarla es necesario ir a las mismas máquinas, seleccionar la opción de recargar y pagar el dinero necesario. Cabe destacar que actualmente estas máquinas no cuentan con cambio y aceptan un monto máximo de $300 mxn por lo que es necesario llevar el monto exacto.
Está confirmado que en 2021 Metrorrey agregue como alternativas de pago tarjetas de débito o crédito y pagos por medio de una app de teléfonos inteligentes, tabletas y relojes inteligentes.

#### Costo del Sistema Metrorrey
Actualmente, el costo para subir al metro y al transmetro es de $7.80 mxn por viaje. Hay que recordar que desde el metro, el transbordo al transmetro o Ecovía es gratuito.
Sistema Ecovía (BTR)
- La línea 1 del sistema Ecovía cuenta con un recorrido de 30.1 kilómetros y 40 estaciones. Tiene conexión con el metro en la estación Mitras (Línea 1) y próximamente en las estaciones Regina (Línea 2) y Ruíz Cortínez (Línea 3); también cuenta con sistema de transbordo Feria con 28 rutas de transporte urbano. La línea va de Poniente a Oriente. Llama la atención que durante su primer año de funcionamiento, según cifras oficiales ha registrado 121 accidentes.

Sus características son:
- Conexión con el Sistema de Metrorrey y rutas de transporte urbano. 

- Estaciones climatizadas y con Wi-Fi. 

- Tiene carriles exclusivos y tres pasos a desnivel. 

- Va de Poniente a Oriente, pasando por los municipios de García, Monterrey, San Nicolás y Guadalupe.

#### Transporte terrestre
- Autobuses de transporte público: son los encargados de transportar a la mayor cantidad de personas cada día, gracias a la variedad de rutas que existen en la ciudad. El 97 % de la ciudad está comunicada mediante este servicio. El 80 % de los autobuses de estas rutas cuentan con sistema de aire acondicionado, muy necesario por las condiciones extremas del clima de la ciudad (Tarifa preferencial:$7.42 MXN, Tarifa normal:$11.71 MXN), esto si cuentas con la Tarjeta de prepago, de lo contrario el valor es de $12.00 indistinto.
- Los taxis cubren un amplio sector, la ciudad cuenta con más de 30.000 unidades.
- Debido a la falta de un transporte público eficiente y a buen precio, gran parte de la población utiliza su propio auto para desplazarse, haciendo así más problemático el traslado principalmente por las Vías Rápidas, provocando grandes emisiones de gases contaminantes. Según estimaciones el parque vehicular de Monterrey es el segundo del país con más de 1,9 millones de vehículos, solo por detrás del Distrito Federal. A ciertas horas del día el tránsito fluido es difícil en la mayoría de sus vías rápidas y avenidas.

#### Vialidad

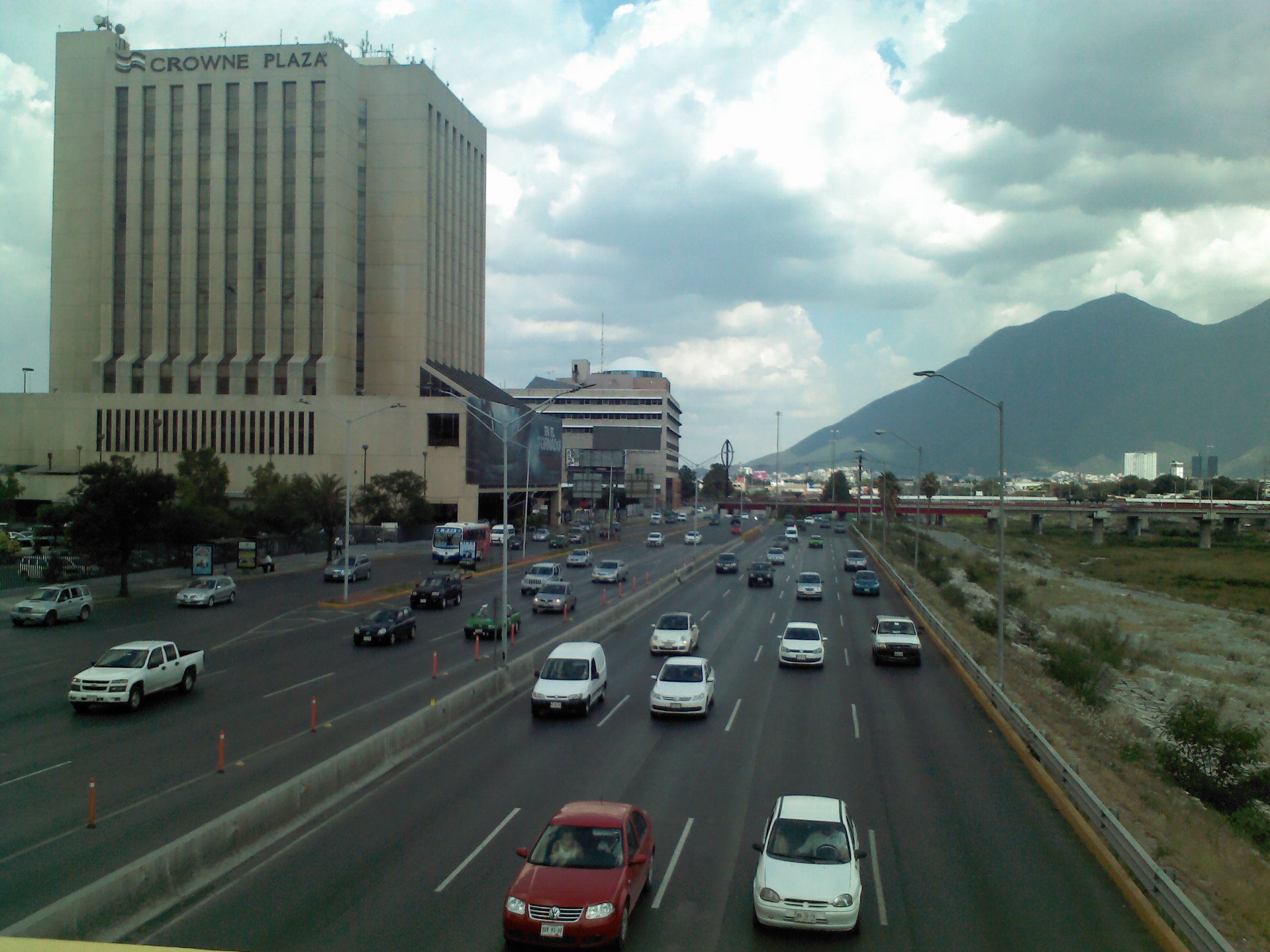
Avenida Constitución, una de las principales avenidas de la ciudad.

- La ciudad cuenta con diferentes vías rápidas o avenidas principales como Av. Constitución-Morones Prieto, Av. Mtr. Israel Cavazos Garza, Av. Gonzalitos, Av. Lincoln, Blv. Carlos Salinas, Av. López Mateos, Av. Félix U. Gómez, Av. Eugenio Garza Sada-Carretera Nacional, Av. Lázaro Cárdenas, Av. Ruíz Cortines y Av. Miguel Alemán, entre otras.
- Debido a los daños causados por el Huracán 'Alex', el gobierno estatal decidió cambiar el sentido del par vial Constitución- Morones Prieto. Ambas avenidas son paralelas al río Santa Catarina; la avenida Constitución en el sentido de Oriente a Poniente y cuenta con 6 carriles, dos de ellos carriles exprés, mientras que la circulación de Morones Prieto es de Poniente a Oriente, también con 6 carriles (2 de ellos exprés).
- Se han construido en Constitución-Morones Prieto el Complejo Vial Gonzalitos, Multimodal Zaragoza, Puente Pedro Martínez, Paso a Desnivel Morones Prieto sobre las avenidas Pino Suárez y Cuauhtémoc, Puente Morones Prieto-Churubusco, Rampa Elevada Constitución-Churubusco, etc.
- Se han ampliado el puente Venustiano Carranza-Morones Prieto, Puente Constituyentes, puente Zaragoza para retomar Morones Prieto-Constitución, Puente Félix U. Gómez para retorno Constitución-Morones Prieto, Puente Revolución para retorno a Morones Prieto.

## Deportes
| Equipo                           | Deporte                        | Liga                                                  | Estadio                           | Fundación |
| -------------------------------- | ------------------------------ | ----------------------------------------------------- | --------------------------------- | --------- |
| Club de Fútbol Monterrey         | Fútbol                         | Liga BBVA MX                                          | Estadio BBVA                      | 1945      |
| Tigres de la UANL                | Fútbol                         | Liga BBVA MX                                          | Estadio Universitario de la UANL  | 1960      |
| Club de Fútbol Monterrey Femenil | Fútbol femenino                | Liga BBVA MX Femenil                                  | Estadio BBVA                      | 2017      |
| Tigres de la UANL Femenil        | Fútbol femenino                | Liga BBVA MX Femenil                                  | Estadio Universitario de la UANL  | 2016      |
| Monterrey Flash                  | Fútbol rápido                  | Major Arena Soccer League                             | Arena Monterrey                   | 2011      |
| Sultanes de Monterrey            | Béisbol                        | Liga Mexicana de Béisbol y Liga Mexicana del Pacífico | Estadio de Béisbol Monterrey      | 1939      |
| Fuerza Regia de Monterrey        | Baloncesto                     | Liga Nacional de Baloncesto Profesional de México     | Gimnasio Nuevo León Independiente | 2001      |
| Fundidores de Monterrey          | Fútbol americano               | Liga de Fútbol Americano Profesional                  | Estadio Nuevo León Unido          | 2016      |
| Borregos Salvajes del ITESM      | Fútbol americano universitario | CONADEIP                                              | Estadio Borregos                  | 1945      |
| Auténticos Tigres de la UANL     | Fútbol americano universitario | ONEFA                                                 | Estadio Gaspar Mass               | 1945      |
| Monterrey Steel                  | Fútbol americano arena         | National Arena League                                 | Arena Monterrey                   | 2016      |
| Toros Monterrey                  | Hockey sobre Hielo             | Liga Mexicana de Hockey                               | Ice Complex Monterrey             | 2004      |

### Estadios de Monterrey
- Estadio BBVA
- Estadio Universitario (UANL)
- Estadio de Béisbol Monterrey
- Estadio Borregos
- Estadio Gaspar Mass
- Estadio Nuevo León Unido
- Estadio GNP Seguros

### Estadios desaparecidos en Monterrey
- Estadio Tecnológico

### Estadios cubiertos de Monterrey
- Arena Monterrey
- Gimnasio Nuevo León Unido
- Arena Coliseo de Monterrey (para Lucha libre profesional, Boxeo y Artes marciales mixtas)
- Arena José Sulaimán (para Lucha libre profesional, Boxeo y Artes marciales mixtas)
- Ice Complex Monterrey (para Patinaje sobre hielo)

### Fútbol

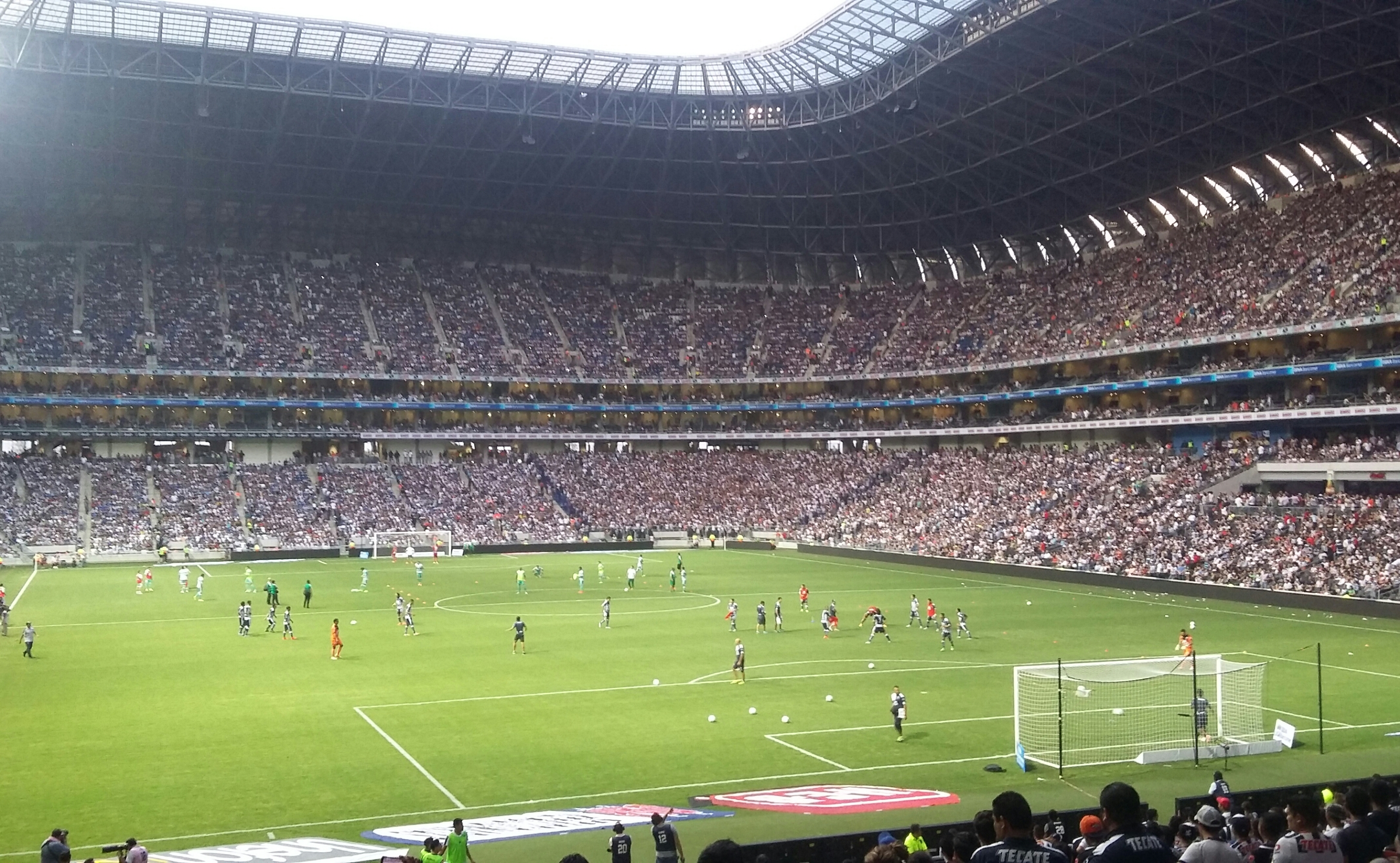
Estadio BBVA

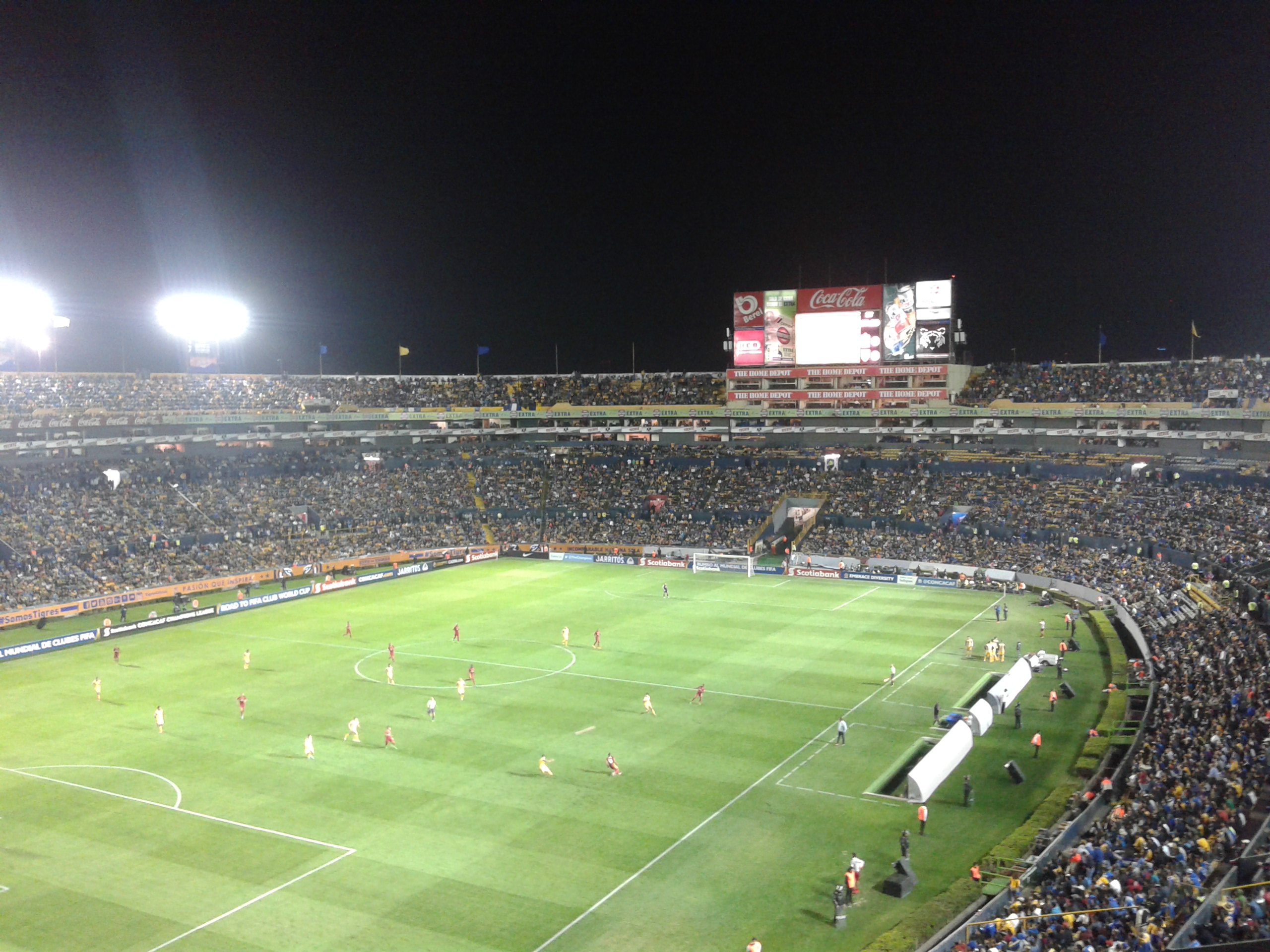
Estadio Universitario

Cuenta con dos equipos de primera división: El Club de Fútbol Monterrey (más conocido como Rayados para los de la ciudad), el cual ha sido campeón en cinco ocasiones en la Liga Bancomer MX (1986, 2003, 2009, 2010 y 2019) y campeón cinco veces de la Concacaf Liga de Campeones (2011, 2012, 2013, 2019 y 2021); y el equipo de los Tigres UANL que tienen su sede en San Nicolás de los Garza, municipio aledaño a Monterrey, quienes han sido campeones de la Liga BBVA MX en 8 ocasiones (1978, 1982, 2011, 2015, 2016, 2017, 2019 y 2023). Así como un título de la Concacaf Liga de Campeones en el torneo 2020. El Clásico Regio o Clásico Regiomontano es el Clásico de la Ciudad de Monterrey entre los equipos rivales de Monterrey y Tigres UANL. El encuentro refleja el espíritu competitivo de la ciudad de Monterrey ligando sus orígenes e historia, pues desde 1960 los dos equipos han competido por el derecho de considerarse el mejor y por el honor de la ciudad.
Estos equipo se han enfrentado en segunda división (1960), liga y liguilla de la Primera División, Copa México, torneo Nuevos Valores 1978 organizado por la Federación Mexicana de Fútbol, incluso un par de duelos entre Monterrey de Primera y Tigres de Segunda, juegos amistosos, así como tres juegos disputados en EE. UU. en el Torneo Interliga.

### Béisbol

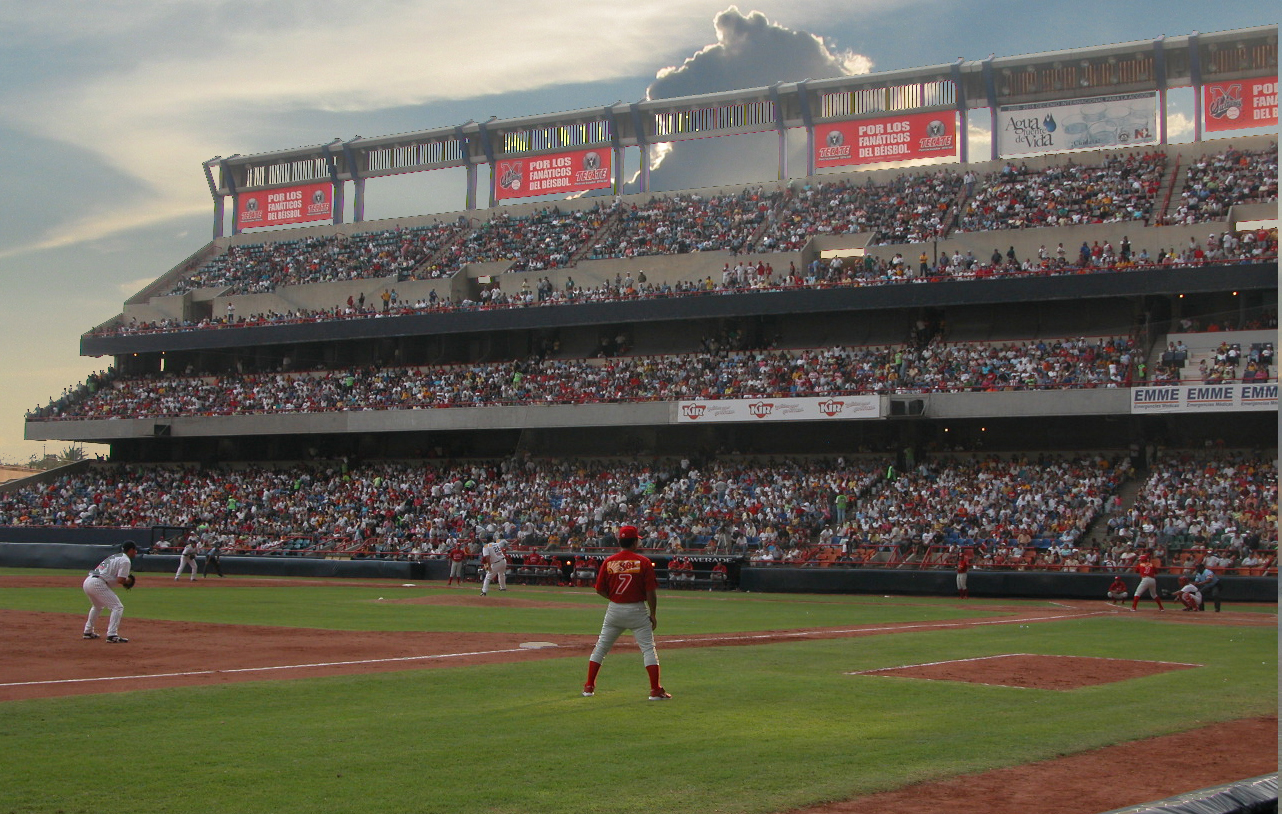
Estadio de Béisbol Monterrey

La ciudad es sede del equipo profesional de béisbol como mayor historia en la Liga Mexicana de Béisbol, los Sultanes de Monterrey, quienes cuentan con nueve campeonatos desde su fundación en 1939 y juegan en el Estadio Monterrey, el más grande estadio de béisbol en México. Además sus equipos infantiles han resultado campeones mundiales en los años 1957, 1958 y 1997 en la Serie Mundial de Ligas Pequeñas en Williamsport, Penn. Las ligas de béisbol infantil de Monterrey son consideradas las de mejor nivel del país. En el Estadio de Béisbol Monterrey se han celebrado juegos temporada regular de ligas mayores (MLB) como la serie entre los San Diego Padres y New York Mets en agosto de 1996 donde lanzó Fernando Valenzuela en el primer juego inaugural de MLB fuera de los Estados Unidos entre los Colorado Rockies y San Diego Padres el 4 de abril de 1999. La ciudad de Monterrey compitió con otras ciudades de Estados Unidos por la franquicia de los desaparecidos Montreal Expos, que posteriormente se mudaron a Washington D. C. La oficina del comisionado de Major League Baseball señala que no se descarta en un futuro cercano a Monterrey como sede de una franquicia de MLB.

### Baloncesto
Monterrey también cuenta con un equipo profesional de baloncesto teniendo a la escuadra Fuerza Regia de Monterrey como máximo exponente que participa en la Liga Nacional de Baloncesto Profesional (LNBP) y cuenta con dos campeonatos en su historia. Juegan en el Gimnasio Nuevo León Unido.

### Fútbol americano

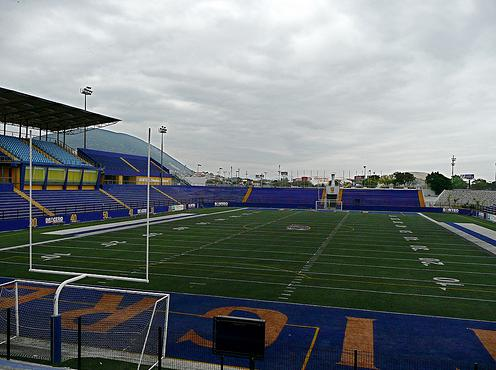
Estadio Gaspar Mass

El fútbol americano es un deporte con mucho arraigo, debido a su cercanía con los Estados Unidos de América. Dos instituciones son precursoras de este deporte en México: la Universidad Autónoma de Nuevo León (Auténticos Tigres) y el Instituto Tecnológico y de Estudios Superiores de Monterrey (Borregos Salvajes). Una vez que se ha afianzado este deporte otras instituciones educativas han albergado equipos estudiantiles.
Los Auténticos Tigres juegan en la ONEFA, y tienen como sede el estadio Gaspar Mass. Mientras que los Borregos Salvajes juegan en la CONADEIP, y tienen como sede el Estadio Banorte.
Destacan, por su importancia en el desarrollo integral de familias regiomontanas, las ligas infantil y juvenil que practican este deporte, donde no solo los varones se ven beneficiados sino también las niñas-adolescentes quienes participan en los grupos de animación de los distintos equipos. Ahora bien, estas ligas -infantiles y juveniles- han servido como base para armar los equipos universitarios.
En 2016 se fundó primer equipo de fútbol americano profesional en la ciudad, los Fundidores de Monterrey, que juegan en la Liga de Fútbol Americano Profesional (LFA), con sede en el estadio Tecnológico.
El 30 de noviembre de 2016 se fundó el primer equipo profesional de fútbol americano arena de la ciudad, el Monterrey Steel quien formará parte de la National Arena League en su temporada inaugural de 2017. La sede de sus juegos de local será la Arena Monterrey.

### Hockey sobre hielo
El hockey sobre hielo ha mostrado un destacado crecimiento en el estado, aunque cuenta con menor difusión con respecto a los otros deportes más populares como fútbol o béisbol. El estado de Nuevo León cuenta con un equipo profesional asociado a la reciente Federación Mexicana de Hockey, los Toros Monterrey, cuya sede es la pista de hielo Monterrey Ice Complex, en el municipio de Santa Catarina. En adición, la ciudad de Monterrey, cuenta con el equipo de Fantasmas, de asociación independiente, cuya base de los entrenamientos son en la pista de hielo del parque Fundidora.

### Tauromaquia
La ciudad ha sido cuna de grandes artistas de la tauromaquia. Figuras como Lorenzo Garza quien ha sido el único torero mexicano en cortar un rabo en la plaza de toros de Las Ventas de Madrid, Eloy Cavazos quien ha sido el último torero mexicano en salir por la puerta grande de Las Ventas de Madrid y Manolo Martínez, la figura del toreo más importante mexicana en la segunda mitad del siglo XX, ha sido el último mandón de la fiesta brava mexicana y que junto con Eloy Cavazos y Curro Rivera formaron una gran época de la fiesta brava mexicana en la década de los 70 y 80, siendo la última generación de figuras del toreo en México.

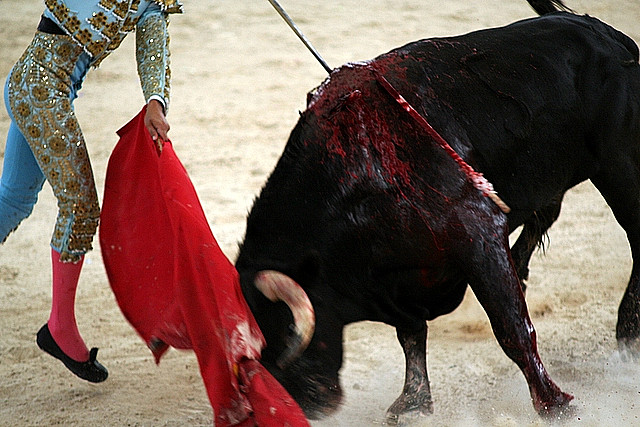
Toreo

Estos toreros han dado renombre a la ciudad de Monterrey allende las fronteras, llevando como himno a todo el mundo el "Corrido de Monterrey", el cual se escuchaba en honor a ellos en todas las plazas de toros. Cuenta con una plaza de toros, la plaza de toros Monumental Monterrey Lorenzo Garza, en la cual, además de celebrarse corridas de toros también se desarrollan diversos espectáculos.

### Golf
Monterrey cuenta actualmente con varios campos de golf privados de 18 hoyos, Valle Alto, La Herradura y Las Aves. En proceso de completar los 18 hoyos se encuentran dos campos más, Las Cruces y El Sol del Vergel.

### Tenis
El 2 de marzo de 2009 se inició el Torneo de Monterrey que se espera sea un evento anual, a nivel internacional dentro del Sierra Madre Tenis Club.
Actualmente el torneo se lleva a cabo en el Club de tenis Sonoma siendo así un evento anual.
Si bien Monterrey no cuenta con un equipo de tenis o tenistas famosos en específico, esta ciudad cuenta con un estadio de clase mundial considerado el único en su tipo en América Latina con una capacidad de 5,000 espectadores y una cancha de 23 m de largo y de 8 m a 10 m de ancho dependiendo la modadlidad del juego.
El nombre de este estadio es "GNP Seguros" y está rodeado por la abundante vegetación característica de las faldas del Parque Nacional Cumbres de Monterrey.
En el ala sur se alzan tres pisos con 34 suites, un restaurante bar, una zona comercial y áreas comunes con vistas a la sierra.
El primer duelo oficial jugado en este estadio fue entre la británica Naomi Broady y la estadounidense Catherine Bellis, donde Broady obtuvo el primer punto ganado en la historia del GNP.
Actualmente es sede del Torneo de Monterrey.

### Lucha libre
Es una de las sedes de lucha libre más importantes en el país. Monterrey se destaca por la generación de grandes exponentes del pancracio como el legendario Blue Demon, René Guajardo, Humberto Garza, Rubén Juárez, quienes dominaron los cuadriláteros en las décadas de los 50 a los 80.

### Eventos deportivos importantes
En 1986 fue una de las subsedes de la Copa del Mundo de la FIFA celebrada en México. En 1990 fue subsede de los Juegos Centroamericanos y del Caribe. En 1999, en el Estadio Monterrey, se inauguró por primera vez fuera de Estados Unidos o Canadá, la temporada de las Grandes Ligas de Béisbol. En el año 2002 fue sede de la Copa Mundial de Ciclismo y de la Cumbre Mundial de las Naciones Unidas para el Financiamiento al Desarrollo. Ha sido sede del Grand Prix de Monterrey de la Champ Car de 2001 a 2006. A principios de 2004 albergó la Cumbre Extraordinaria de las Américas, ese mismo año, albergó la edición 17 del Campeonato Mundial de Karate en la Arena Monterrey.

Monterrey es junto con la Ciudad de México la única ciudad del país en haber tenido juegos de las ligas profesionales más importantes de Estados Unidos como MLB, NFL, NHL y NBA.

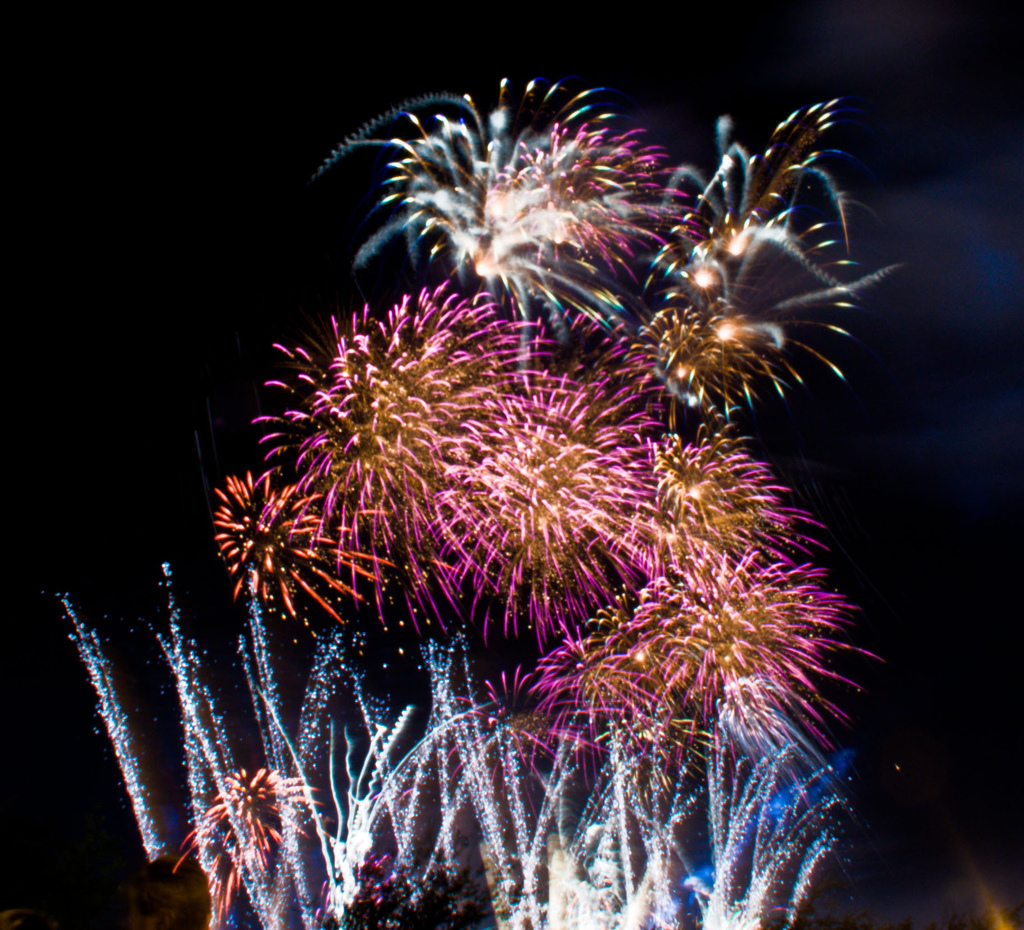
Celebración del bicentenario de la independencia de México en la ciudad

En el 2004 fue sede del primer evento de WWE en América Latina y se presentó la marca WWE RAW y se ha convertido en una de las ciudades más visitadas en México por la empresa estadounidense, junto a Guadalajara y Ciudad de México.
En octubre del año 2019 se llevó a cabo el primer evento internacional de Póker a través de la Serie Mundial de Póquer (World Series of Poker), el cual a través de 6 torneos se escogieron a 6 ganadores, donde el ganador el Main Event fue seleccionado para el Torneo Mundial llevado a cabo en Las Vegas para el verano de 2020.

## Medios de comunicación

### Prensa
En la ciudad tuvieron sus inicios dos diarios de presencia nacional: El Norte, que dio origen a Reforma; y Milenio, perteneciente a Grupo Multimedios. Otros periódicos, de ámbito local, son El Porvenir, Regio.com y ABC. Publimetro, Abstracto Noticias,de Metro International, también cuenta con una edición local en Monterrey.
Existen también en Monterrey periódicos especializados, como BizNews, centrado en asuntos de negocios, y el diario deportivo Récord, que edita una versión local del diario nacional del mismo nombre.

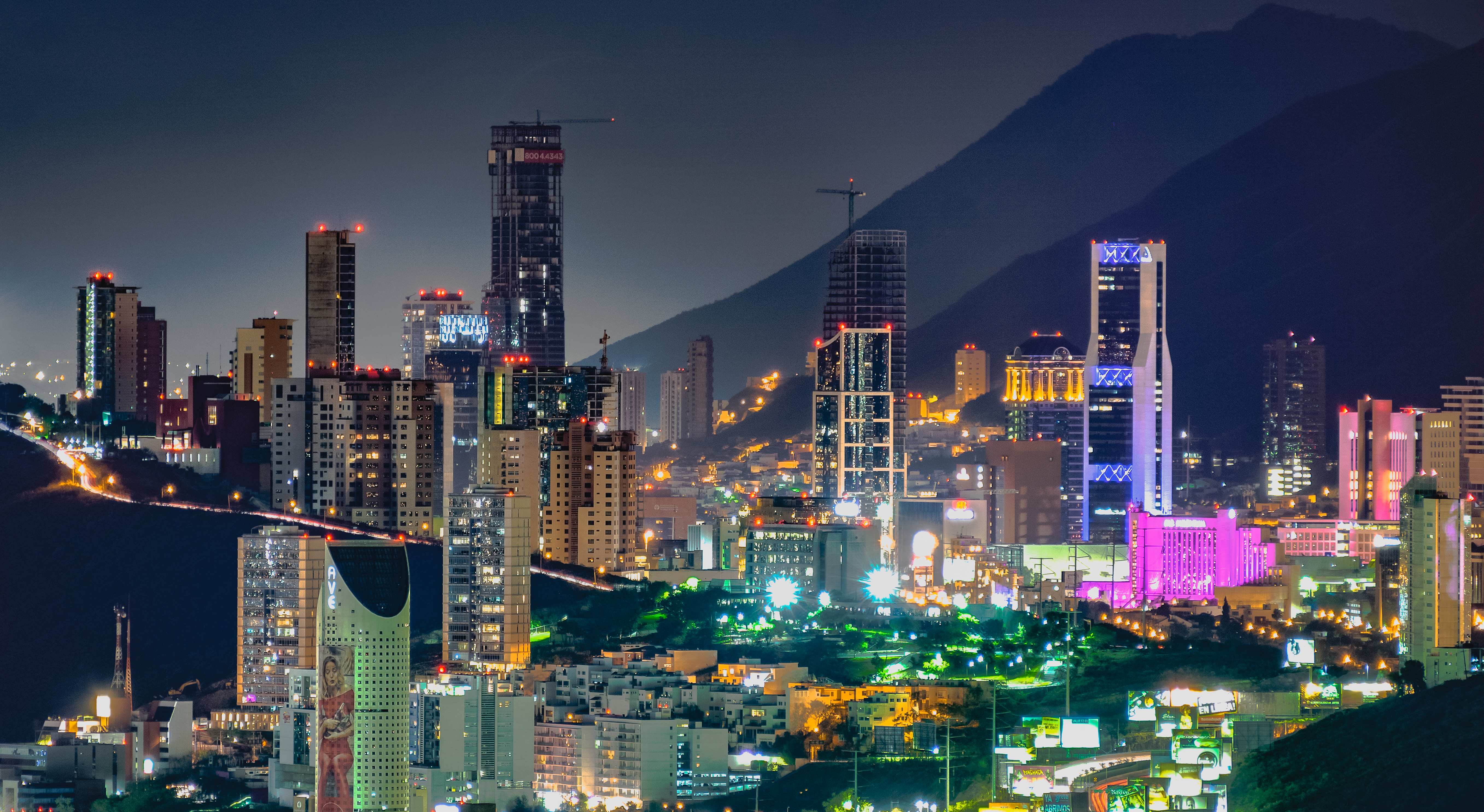
Zona metropolitana

### Radio
Monterrey es sede de las cadenas de radio de nivel regional Multimedios Radio, Grupo Radio Alegría, Grupo Mass Comunicaciones y Núcleo Radio Monterrey. Algunas compañías radiodifusoras nacionales que tienen estaciones locales en esta ciudad son MVS Radio, Grupo ACIR, Grupo Imagen, Heraldo Media Group, Grupo Fórmula, Grupo Radio Centro y Radiopolis, todas ellas gestionadas por la iniciativa privada. Las estaciones de radio pública o permisionada en la ciudad, son administradas por el Gobierno del Estado de Nuevo León, la Universidad Autónoma de Nuevo León, el Instituto Tecnológico y de Estudios Superiores de Monterrey y la Universidad de Monterrey.

### Televisión
Existen 17 canales de televisión en Monterrey (Canal 1-Azteca 1, Canal 2-Canal 2 de Televisa, Canal 3-Imagen Televisión, Canal 4-Televisa Monterrey, Canal 5-Canal 5 de Televisa, Canal 6-Multimedios Televisión, Canal 7-Azteca 7, Canal 8-Televisa Monterrey, Canal 9-Canal 9 de Televisa entre otros), la mayoría de ellos, afiliados a las grandes cadenas televisoras nacionales, algunos otros son canales locales, estatales o regionales. Asimismo, en la ciudad pueden recibirse estaciones que transmiten desde Estados Unidos de América, aparte de las compañías de televisión de paga.

## Relaciones exteriores
Monterrey mantiene una amplia relación con países, y ciudades hermanas alrededor del mundo. Con sede de Relaciones Exteriores en distintos puntos de la ciudad. Los consulados que actualmente residen en Monterrey por parte de otros países son:

### Consulados
| - Consulado de Alemania - Consulado de Australia - Consulado de Austria - Consulado de Bélgica - Consulado de Belice - Consulado de Brasil - Consulado de Canadá - Consulado de Chile - Consulado de Corea del Sur - Consulado de Chipre - Consulado de Colombia - Consulado de Cuba - Consulado de Dinamarca - Consulado de Ecuador - Consulado de El Salvador - Consulado de Eslovaquia - Consulado de España | - Consulado de Estados Unidos - Consulado de Filipinas - Consulado de Finlandia - Consulado de Francia - Consulado de Grecia - Consulado de Guatemala - Consulado de Honduras - Consulado de Hungría - Consulado de la India - Consulado de Indonesia - Consulado de Israel - Consulado de Italia - Consulado de Japón - Consulado de Líbano - Consulado de Malasia - Consulado de Nicaragua - Consulado de Noruega | - Consulado de los Países Bajos - Consulado de Panamá - Consulado de Paraguay - Consulado del Perú - Consulado de Portugal - Consulado de República Checa - Consulado de República de Serbia - Consulado de República Dominicana - Consulado de Rumania - Consulado de Sudáfrica - Consulado de Suecia - Consulado de Suiza - Consulado de Tailandia - Consulado de Uruguay - Consulado de Ucrania - Consulado de Venezuela |

### Ciudades hermanas
La ciudad de Monterrey mantiene actualmente varios hermanamientos y convenios con varias ciudades del mundo para fortalecer la cooperación política, económica, social, cultural, tecnología, entre otros.
| - San Antonio, Estados Unidos (desde 1953) - San Pedro Sula, Honduras (desde 1991) - Dallas, Estados Unidos (desde 1992) - Houston, Estados Unidos (desde 1993) - Bilbao, España (desde 1993) - Rosario, Argentina (desde 1993) - Corpus Christi, Estados Unidos (desde 1993) - Hamilton, Canadá (desde 1993) - Iași, Rumania (desde 1993) - Olongapo, Filipinas (desde 1993) - San Salvador, El Salvador (desde 1996) - Concepción, Chile (desde 1997) - Ciudad de Guatemala, Guatemala (desde 1998) | - McAllen, Estados Unidos (desde 1999) - Monterrey, España (desde 1999) - Belén, Palestina (desde 1999) - Pilsen, República Checa (desde 2000) - Surabaya, Indonesia (desde 2001) - Barcelona, España (desde 2001) - Orlando, Estados Unidos (desde 2002) - Canton, Estados Unidos (desde 2011) - Medellín, Colombia (desde 2014) - Shenyang, China (desde 2015) - Ciudad del Cabo, Sudáfrica (desde 2016) - Mission, Estados Unidos (desde 2020) |

## Ciudades homónimas
- Monterrey, España.
- Monterrey, California, Estados Unidos.
- Monterrey, Casanare, Colombia.